# Antoine Bourdelle
Pour les articles homonymes, voir Bourdelle.
Émile-Antoine Bordelles, dit Antoine Bourdelle, est un sculpteur français, né le 30 octobre 1861 à Montauban et mort le 1er octobre 1929 au Vésinet.

## Biographie
Émile-Antoine Bordelles naît sous ce nom le 30 octobre 1861 à Montauban (Tarn-et-Garonne). L'artiste écrit dans une lettre de 1909 : « […] mon nom est Émile-Antoine Bordelles. Par modestie, je signe Bourdelle, et mon père signait lui-même Bourdelle, bien que mon nom veuille dire plusieurs petites fermes ou borderies […] »,. L'artiste lui-même signe « Bordelles dit Bourdelle ».

### L'enfance (1861-1874)
Son père Antoine Bourdelle (1820-1906) est menuisier-ébéniste, et sa mère est Émilie Reille (1840-1888), fille de tisserand. Dès son plus jeune âge, Émile-Antoine préfère le dessin à l'étude, ce que comprend son instituteur. Dès 1874, à l'âge de 13 ans, il est apprenti dans l'atelier d'ébénisterie de son père.

### Les années de formation (1874-1893)
Antoine Bourdelle « fils » développe une précocité étonnante dans la réalisation de ses premiers ouvrages sculptés en bois. Son talent est rapidement repéré par un banquier, Hippolyte Lacaze, qui lui octroie une bourse d'études à l'académie des beaux-arts de Toulouse en 1876.
En 1883, il participe au concours triennal des grands prix municipaux de la ville de Toulouse qui permet au lauréat d'obtenir une bourse pour continuer ses études à Paris. Le sujet imposé est : Télémaque reçu à Pylos par Nestor. Antonin Clau gagne le premier prix face à Bourdelle ; mais convaincus du talent du jeune Bourdelle, les professeurs de l'école des beaux-arts intercèdent auprès des élus de la ville pour lui allouer une bourse : Bourdelle peut ainsi s'installer à Paris à la fin de l'année 1883 ou au début de l'année 1884,.
En 1884, Bourdelle est reçu deuxième au concours d'admission à l'École nationale supérieure des beaux-arts de Paris avec son Télémaque reçu à Pilos par Nestor. Il entre alors dans l'atelier d'Alexandre Falguière qui lui enseigne une pratique académique et libre. Malgré son premier envoi au Salon des artistes français avec le Buste d'Armand Saintis, il reste indépendant vis-à-vis du système et de ses récompenses.
Membre de la bande à Schnegg, il est l'ami de Gaston et Lucien Schnegg, François Pompon, Jane Poupelet, Léon-Ernest Drivier, Jules Desbois…
En 1885, il exécute plusieurs allégories dont Première victoire d'Hannibal qui reçoit une mention honorable, saluée par la critique au Salon des artistes français. Il décide alors de quitter l'enseignement académique et l'École des beaux-arts ainsi que l'atelier Falguière en 1886.
Il loue un atelier modeste au 16, impasse du Maine à Paris dans lequel il travailla jusqu'à son décès. Cet atelier, après plusieurs extensions, est devenu l'actuel musée Bourdelle.
Pour gagner sa vie, il dessine et vend ses dessins au bureau des vendeurs d'arts parisiens Goupil & Cie. Il travaille aussi chez Théo van Gogh, le frère de Vincent. Sa création prend alors une orientation saturnienne, teintée de mélancolie. Ces œuvres à caractère symbolique, seront exposées lors des manifestations rosicruciennes de 1892 et 1893.
Cependant, le décès de sa mère en 1888 l'affecte particulièrement. Sa grand-mère et sa tante Rose le rejoignent alors à Paris pour pallier cette absence.

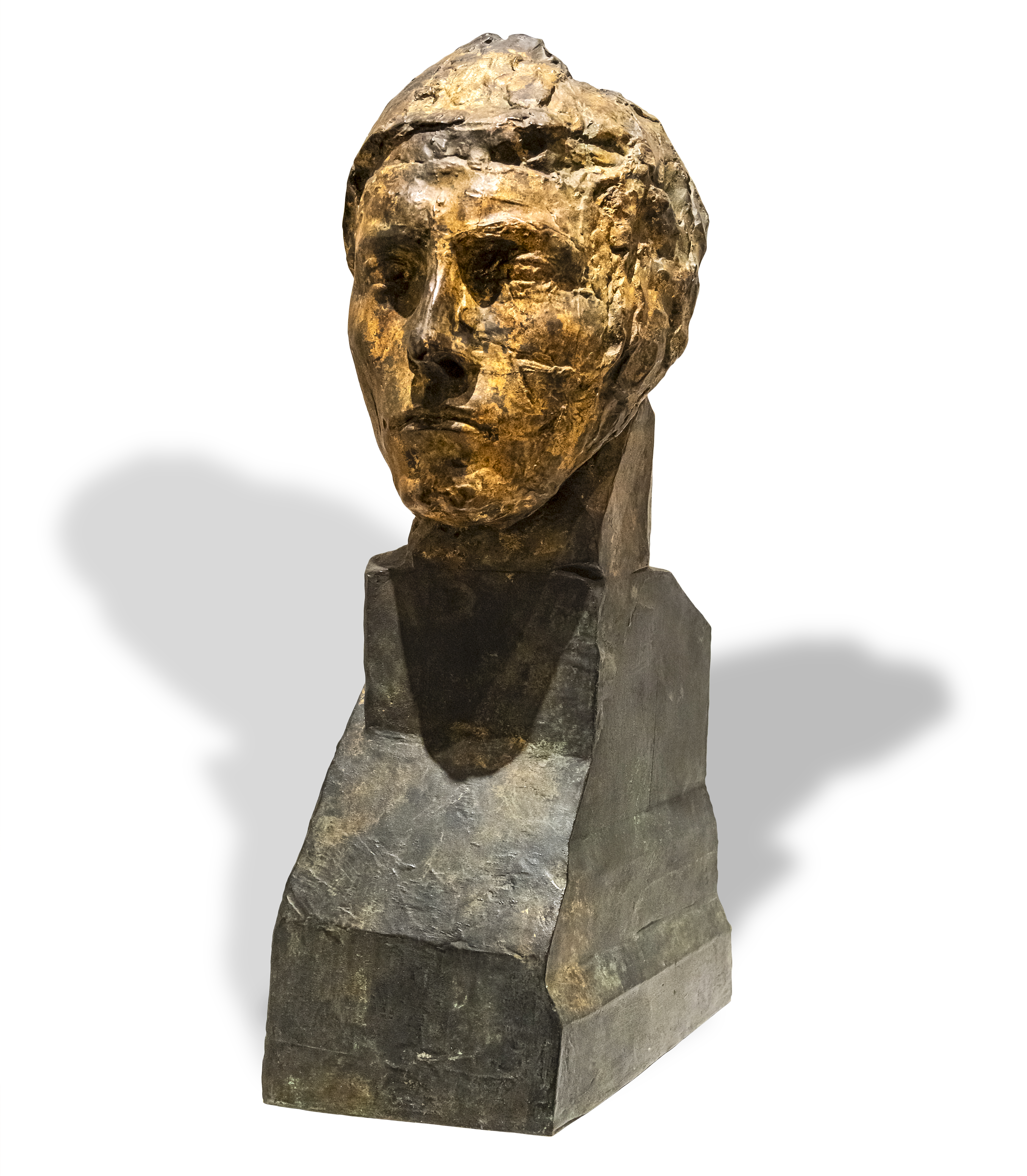
Tête d'Apollon, musée d'Orsay.

### Les années Rodin (1893-1907)

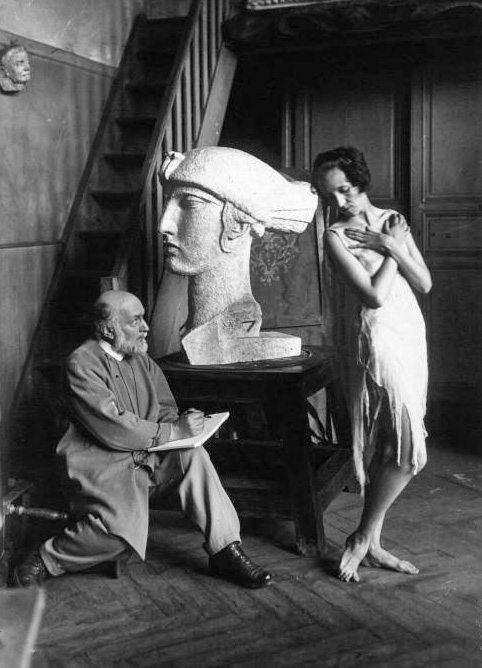
Bourdelle dans son atelier avec la danseuse américaine Grace Christie en 1925. En arrière-plan, la tête de La France.

En 1893, il entre comme praticien dans l'atelier d'Auguste Rodin et participe au concours pour le Monument aux morts de la guerre de 1870 à Montauban, sa ville natale. La première maquette de ce monument, Monument aux combattants et défenseurs du Tarn-et-Garonne de 1870-1871, est présentée en 1896. Mais pour la première fois, Bourdelle fait face à la critique. Les membres du comité chargé du projet l'accueillent très défavorablement. La composition choque car elle rompt avec un académisme figé. Finalement, il obtient cette commande en 1897 grâce à l'intervention de Rodin. Cette même année, il expose aussi pour la première fois à l'étranger, notamment à Nashville dans le Tennessee aux États-Unis.
L'année 1900 est un tournant décisif dans l'œuvre et la carrière de Bourdelle. Elle est marquée par sa participation à l'Exposition universelle. Il exécute également une première version de la Tête d'Apollon, se détachant ainsi de l'esthétique de Rodin et de son inflexion vers la modernité. Avec des surfaces saillantes, des plans nets et une frontalité sévère, il s'inscrit alors directement dans l'héritage de la Grèce archaïque. Il fonde avec Rodin et Jules Desbois une école libre d'enseignement de la sculpture, mais elle ne vivra que très peu de temps.
En 1903, l'arrivée de Cléopâtre Sévastos à Paris, et plus précisément dans son atelier pour y apprendre la sculpture, va bouleverser sa vie sentimentale et artistique.
Il épouse, le 22 mars 1904, Stéphanie Van Parys (1877-1945), avec le grand critique d'art Élie Faure et Auguste Rodin pour témoins. Leur union donne naissance à Pierre Bourdelle (1901-1966[réf. souhaitée]), qui deviendra sculpteur et décorateur et fera carrière aux États-Unis.
La première version de Pénélope, épouse d'Ulysse dans la mythologie grecque, est réalisée en 1905. Plusieurs versions suivront par la suite jusqu'en 1912. Pénélope emprunte les traits de Stéphanie Van Parys pour le visage et la silhouette de Cléopâtre Sevastos. L'œuvre est présentée par la famille Bourdelle-Sevastos comme le témoignage des conflits entre les deux époux, causés par les infidélités de Bourdelle. D'autant que Cléopâtre Sevastos devient en 1905 le modèle explicite de L'Offrande.
Cette affirmation se fonde sur la vie privée du sculpteur et sur un dessin daté de 1908. Dénommé Sevastos devant les Hindous, il représente la jeune élève de Bourdelle déhanchée et un bras sous le menton.
Un dessin similaire daté de 1906, et renommé il y a quelques années Etude pour Pénélope, est également présenté comme une source d'inspiration pour la pose de Pénélope. Or, la première version de Pénélope (Pénélope au fuseau), de1905 présente le contrapposto et la position des bras qui seront repris avec des variations (robe avec ou sans poche, suppression du fuseau) dans les versions suivantes de Pénélope et dans les dessins représentant la jeune maîtresse du sculpteur.
Antoine Bourdelle père disparaît en 1906. Émile-Antoine adopte alors son prénom et en fait le portrait sur son lit de mort. À la suite de cet événement dramatique, Cléopâtre aurait supplanté Stéphanie Van Parys dans le travail et le cœur de l'artiste. Selon les documents du musée Bourdelle, Stéphanie Van Parys a pourtant continué de poser pour son mari après cette date. Le divorce ne sera prononcé qu'en 1910.
Auprès de Rodin, il rencontre Camille Claudel et en 1926, il écrit ces vers en souvenir de son visage :

« Cette chair de cristal moite de vivre encore

se dés-ombrage aux yeux attesté du soleil […]

Et le marbre émouvant des paupières mi-closes

s’accomplit de rosée au long éclair obscur

Dans le grand regard tiède où s’animent les roses. »

### L'affirmation de son style à la consécration (1907-1924)
De 1907-1909, sollicité à l'étranger, Bourdelle voyage à Genève, Berlin, Varsovie, Prague, et reçoit la commande du Monument à Mickiewicz, sur lequel il va travailler jusqu'à sa mort. Il exécute le buste d'Ingres, Beethoven dans le vent, Beethoven aux deux mains et le Bélier couché. Mais cela lui permet, surtout en 1909, de terminer ses études autour de la Tête d'Apollon et de réaliser son œuvre principale : Héraklès archer. L'œuvre est auréolée l'année suivante d'un succès public et critique qui vaut à l'artiste la nomination de chevalier de la Légion d'honneur.

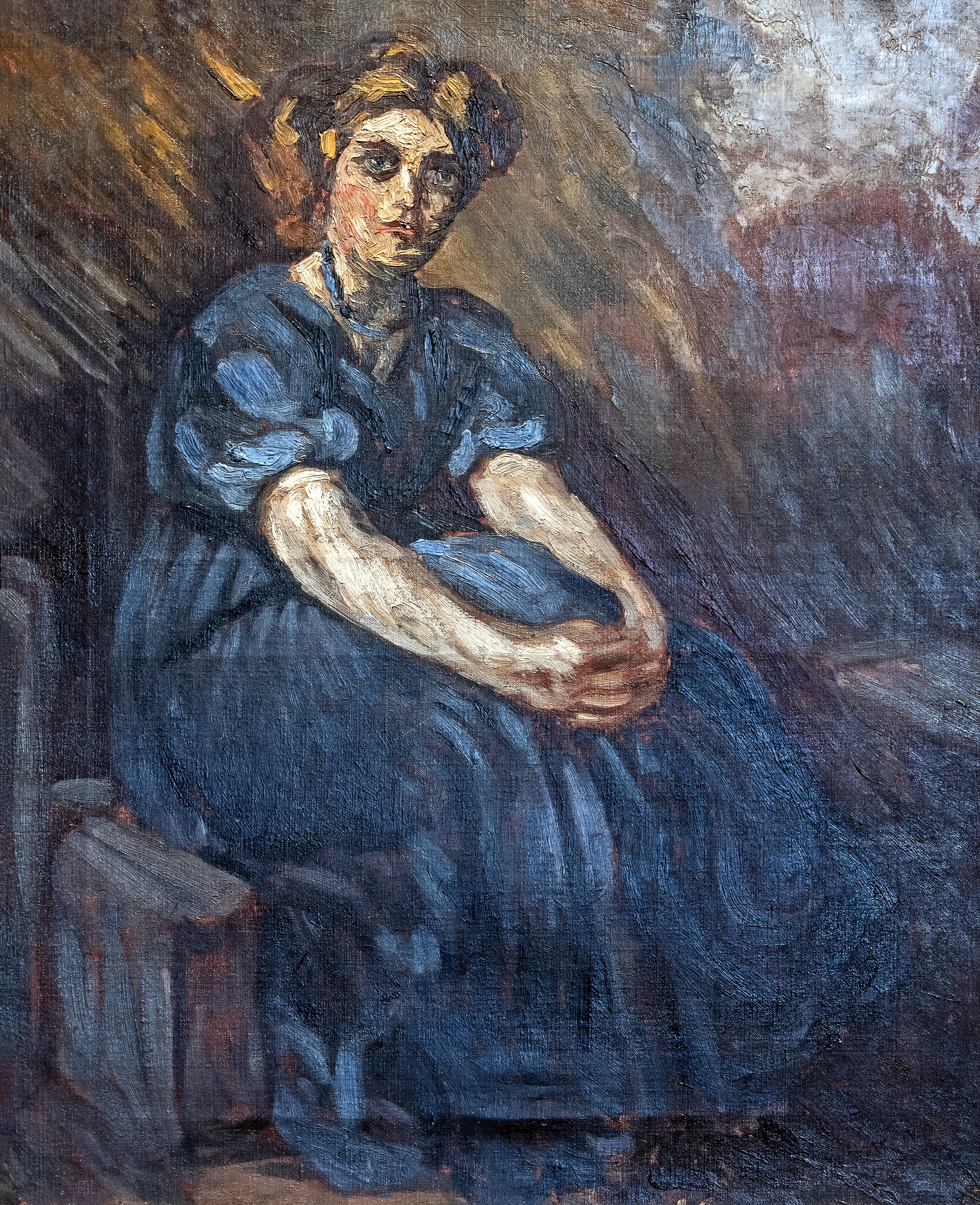
Portrait de Stéphanie Van Parys assise, musée Ingres-Bourdelle.

En 1910, année de son divorce avec Stéphanie Van Parys, il participe au projet de construction du théâtre des Champs-Élysées (aujourd'hui, au numéro 15 de l'avenue Montaigne), lancé quelques années plus tôt par Gabriel Astruc. Pendant deux ans, il s'occupe de la décoration intérieure et extérieure de ce temple consacré aux arts. Il y mêlera sculptures, bas-reliefs et, pour la première fois dans toute l'Histoire, des fresques directement appliquées sur du béton armé. Pour l'occasion, il se réinvente un peu architecte, achevant les plans abandonnés par Henry Van de Velde. L'inauguration du théâtre, en avril 1913, représente aux yeux de l'artiste le mariage heureux et durable de l'architecture et de la sculpture.
L'année 1917 est marquée par le décès de son maître et ami Auguste Rodin à Meudon.
Il épouse Cléopâtre Sévastos (1882-1972), le 17 juin 1918 à Saint-Cloud. Ils ont une fille, Rhodia (1911-2002), épouse de Michel Dufet.
Il mène une activité d'enseignement dans l'atelier qu'il dirige à l'académie de la Grande Chaumière, où il a notamment, parmi ses élèves, Germaine Richier, Alberto Giacometti et la sculptrice roumaine Margaret Cossaceanu, qu'il engage ensuite comme collaboratrice dans son atelier de l'impasse du Maine, lui faisant exécuter des agrandissements de certaines de ses œuvres, comme sa Sapho.
Promu officier de la Légion d'honneur en 1919, il réalise au lendemain de la Première Guerre mondiale, la Vierge et l'Offrande pour un industriel alsacien. L'œuvre a pour modèle son épouse Cléopâtre tenant Rhodia, leur fille, dans ses bras.
Il est le créateur, avec Albert Besnard, et le vice-président du Salon des Tuileries qui ouvre en 1923. Il y expose son Monument à Carlos María de Alvear, érigé à Buenos Aires à la mémoire de l'homme d'État argentin. En 1924, est élevé au grade de commandeur la Légion d'honneur,.

#### Sculpter le mouvement, Bourdelle et Isadora Duncan: La façade du théâtre des Champs-Élysées
Antoine Bourdelle voit Duncan à la Gaîté-Lyrique, où elle se produit en 1909 sur Iphigénie en Tauride de Gluck. Le jour suivant, Bourdelle a déjà réalisé plus de cent-cinquante croquis d’elle : c’est une révélation esthétique, un coup de foudre artistique. Il la prend en modèle pour la façade du théâtre des Champs-Élysées à Paris, réalisée entre 1910 et 1912. Le sculpteur réalise plusieurs bas-reliefs en partie basse de l’édifice, de gauche à droite, cinq allégories des arts : La Sculpture et l’Architecture, la Musique, la Tragédie, la Comédie et La Danse.

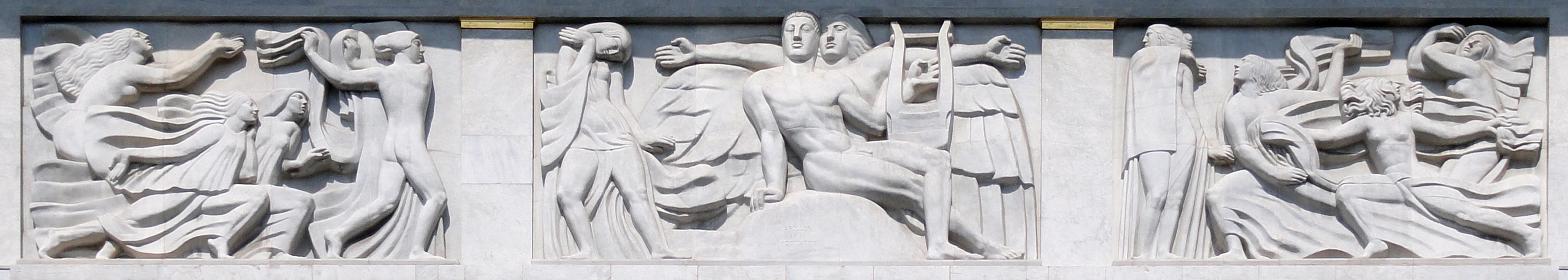
La méditation d'Apollon, Les Muses accourent vers Apollon, 1910-1912, Antoine Bourdelle, bas-relief, Théâtre des Champs Elysées, Paris

En partie haute, Bourdelle exécute un ensemble sculpté avec au centre La méditation d'Apollon, encadré de deux panneaux en symétrie : Les Muses accourent vers Apollon. Dans la réalisation de cette commande, le sculpteur prend le théâtre comme un "Temple des Arts" sous la protection d’Apollon, entouré des neufs muses des arts libéraux.
Le théâtre des Champs-Elysées est d’ossature de béton mais les bas-reliefs sont en marbre, matériau noble et de prédilection pour les réalisations d’architectures antiques, que Bourdelle garde blanc comme les vestiges qui nous sont parvenus (le Parthénon, le Temple d’Apollon à Bassae...). Il reprend également l’adaptation des figures au support en circonscrivant l’action afin qu’elle demande peu de hauteur mais une longueur importante. Bien que considérées comme un tout, les trois scènes sont séparées par des reliefs non sculptés, mettant en avant la tripartition de l’espace. Cette réalisation est quelque peu hybride puisque s’il s’agissait d'une reprise des métopes de la frise dorique, on aurait attendu des triglyphes plutôt que des reliefs lisses. Bourdelle se place en fin amateur de la Grèce antique et comme Duncan, il réinterprète l’antique à ses fins propres et modernes.
En ce qui concerne les neuf muses qui accourent, Antoine Bourdelle est très transparent dans ses écrits et études préparatoires, c’est bien d’Isadora qu'il s’inspire pour les sculpter. Le groupe de gauche comporte trois muses dont les masses s’équilibrent, la plus à gauche a la tête et le bassin projetés en arrière, yeux clos, le buste et les bras qui tendent vers l’avant. On sait en étude que Bourdelle a pensé à la représenter de face, mais a choisi d’ignorer complètement le spectateur de sa création. Isadora ne danse pas les yeux clos, mais ne cherche aucun contact avec le spectateur dans ses œuvres les plus intimes et personnelles. Souvent assimilée à une danseuse en transe, c’est également à cela que cette figure de marbre semble faire écho, le corps entre tension et relâchement. Les deux autres femmes de la partie gauche sont animées d’un mouvement commun, bras ouverts, la jambe gauche pliée portant le poids, et la jambe droite allongée prête à se soulever de terre. C’est une posture très duncanienne, la danseuse est suspendue dans un instant dynamique, naturel (élongation de la marche) et surtout qui n’inclue aucune finalité, dans le prolongement et l’anticipation de l’onde.
On peut également noter la représentation du corps (au sens matériel) dansant puisque les femmes sont fortes voire trapues, les muscles saillants, à l’opposée de la silhouette filiforme d’Anna Pavlova, étoile de ballet, qui danse à la même époque. Le sculpteur simplifie certaines formes pour en mettre d’autres en avant, comme les étoffes, réduites à un simple ensemble de plis triangulaires, au profit des jambes aux muscles dessinés, réalisés en méplat en transparence. Les visages sont individualisés dans leurs expressions, mais pas leurs traits qui s’inscrivent dans un tout, comme les différentes parties d’un chœur tragique qui unissent leur individualité au service d’une harmonie eurythmique. L’eurythmie est une volonté et tentative de symbiose entre le corps et l’esprit, telle une extase dionysiaque, mentionnée par Nietzsche dans Ainsi parlait Zarathoustra : « Par le chant et la danse, l’homme manifeste son appartenance à une communauté supérieure: il a désappris de marcher et de parler et, dansant, il est sur le point de s’envoler dans les airs. Ses gestes disent son ensorcellement. [...] il se sent dieu, il circule lui-même extasié, soulevé, ainsi qu’il a vu dans ses rêves marcher les dieux »
La béatitude des visages et la consonance divine du sujet répondent à ce précepte. Les cheveux sont libres de tout chignon de danse et sont traités volants au vent en plis en bec, comme les vêtements. La muse centrale du groupe de droite est seins nus, en attitude d’allégorie de la Liberté, bras et jambe écartées, regardant hors-scène. Bien qu’Isadora couvre sa poitrine, sa nudité lui est reprochée autant qu’elle est associée à la liberté. La notion de danse en dehors de la danse lui est également associée, si elle s’exécute régulièrement dans un espace clos (une scène), sa pratique ne s’enferme pas dans un décor. Elle se produit sur une scène, mais aussi dans la forêt, au bord de la mer, pour elle, son public ou ses élèves. La performance est encadrée mais pas sa danse.
Bourdelle traduit en sculpture la puissance d’Isadora, lui donnant une force plastique et pérenne d’autant plus importante : allégorie de la Liberté, figure de muse au temple des arts et d’Apollon.

### Les dernières années (1924-1929)

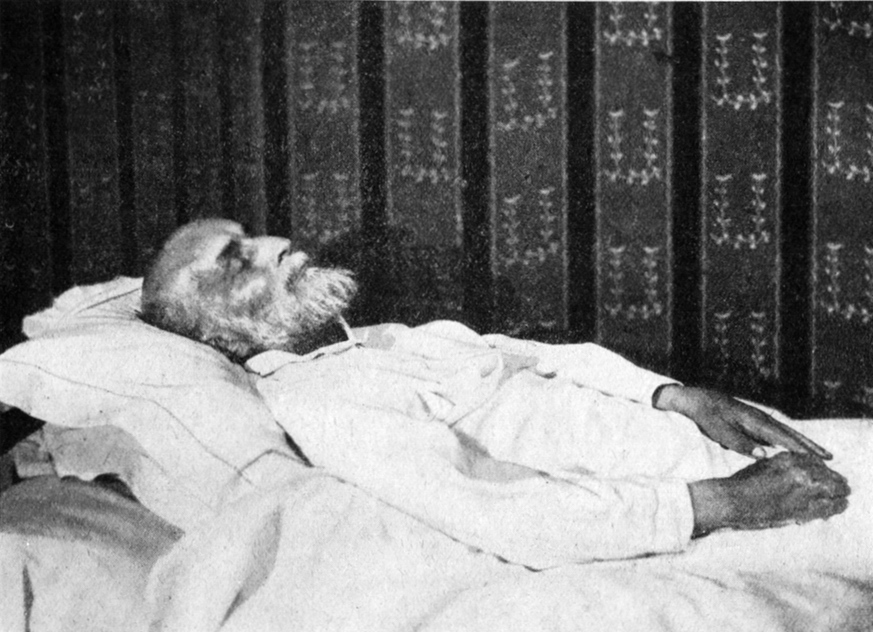
Bourdelle sur son lit de mort.

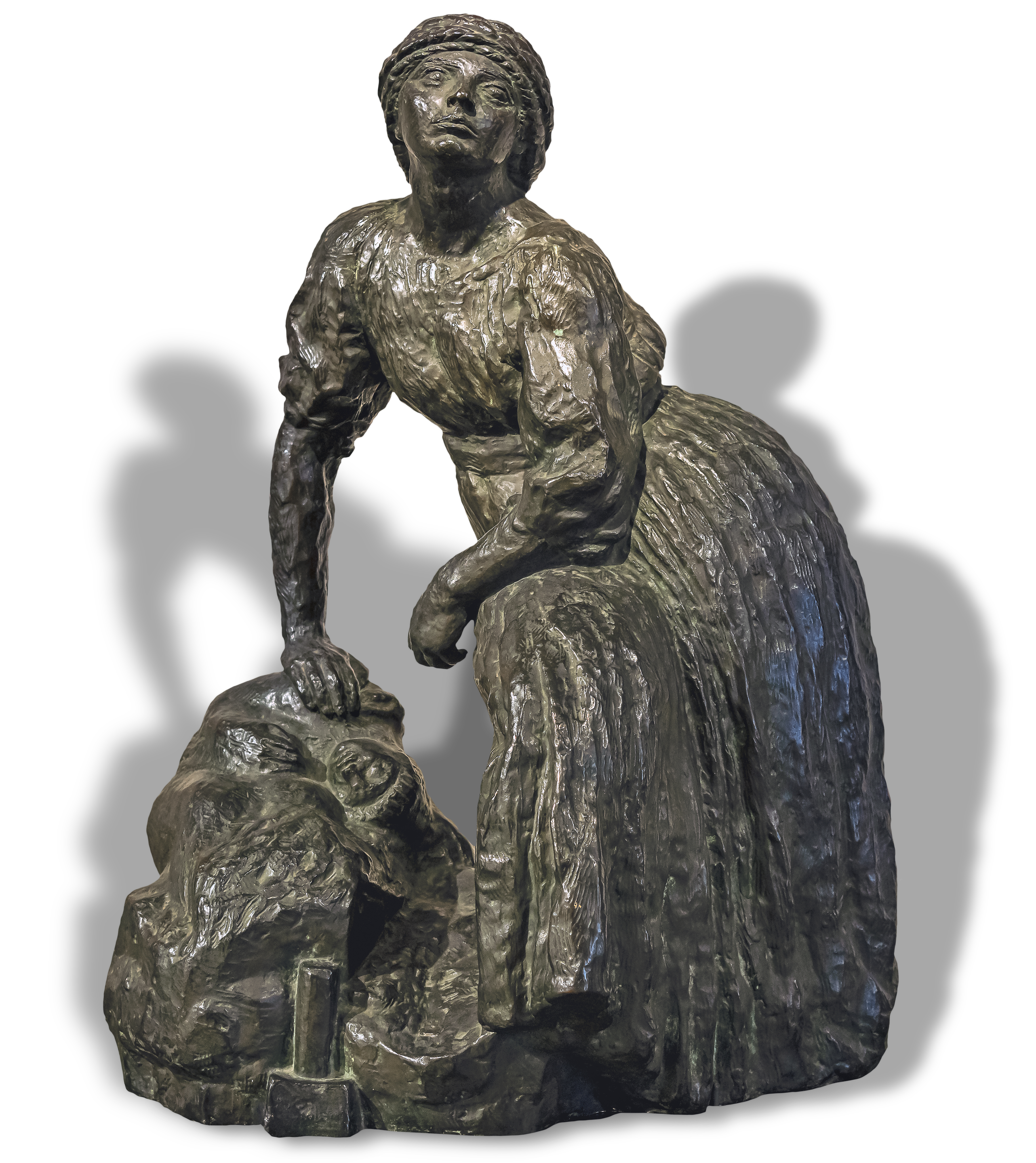
Cléopâtre Bourdelle-Sevastos.

En 1924, Antoine Bourdelle souffre de violents rhumatismes qui ralentissent ses projets. Cependant, en 1925, il expose dans le monde entier, des États-Unis au Japon. Il figure à l'Exposition internationale des Arts décoratifs et industriels modernes de 1925.
Le 12 octobre 1926, le Monument à Carlos María de Alvear est inauguré en Argentine à Buenos Aires. En 1928, Bourdelle est célébré comme l'un des plus grands sculpteurs de sa génération. En témoigne l'envergure de l'exposition de son œuvre au Palais des Beaux-Arts à Bruxelles.
En 1929, la Ville de Paris consacre l'artiste en inaugurant place de l'Alma son Monument à Mickiewicz. Bourdelle, malade, va se reposer dans la maison de son ami, le fondeur Eugène Rudier, au 18, route des Bouleaux, au Vésinet, près de Paris. Pendant plusieurs semaines, Antoine Bourdelle est si faible que l'on ne peut lui montrer les lettres adressées par son ami André Suarès. Il se rétablit en juillet, peut travailler et recevoir André Suarès qui vint le visiter plusieurs fois au cours de l'été. Mais, à la fin septembre, il rechute et meurt le 1er octobre 1929.
Antoine Bourdelle est enterré à Paris au cimetière du Montparnasse.

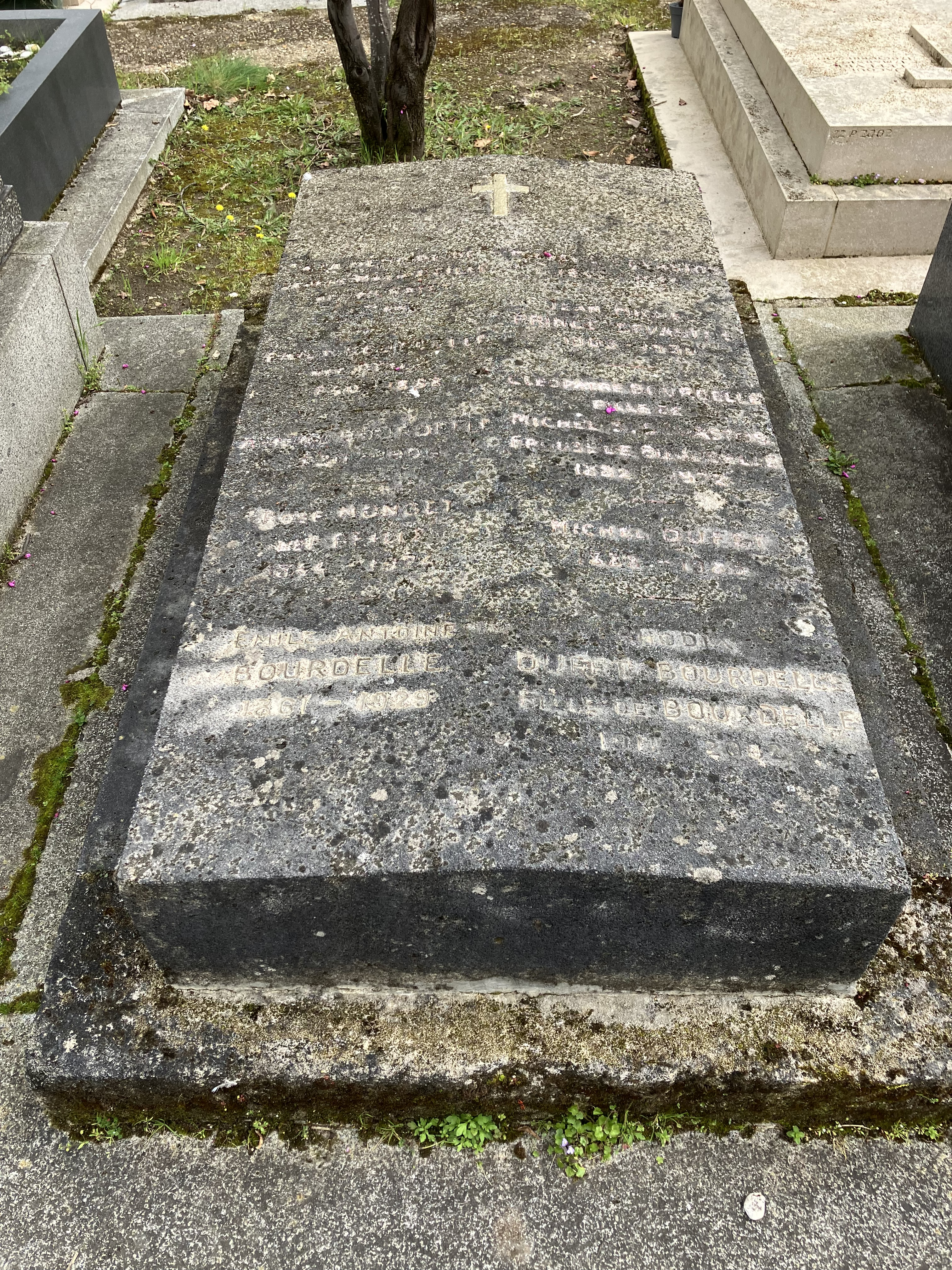
Tombe.
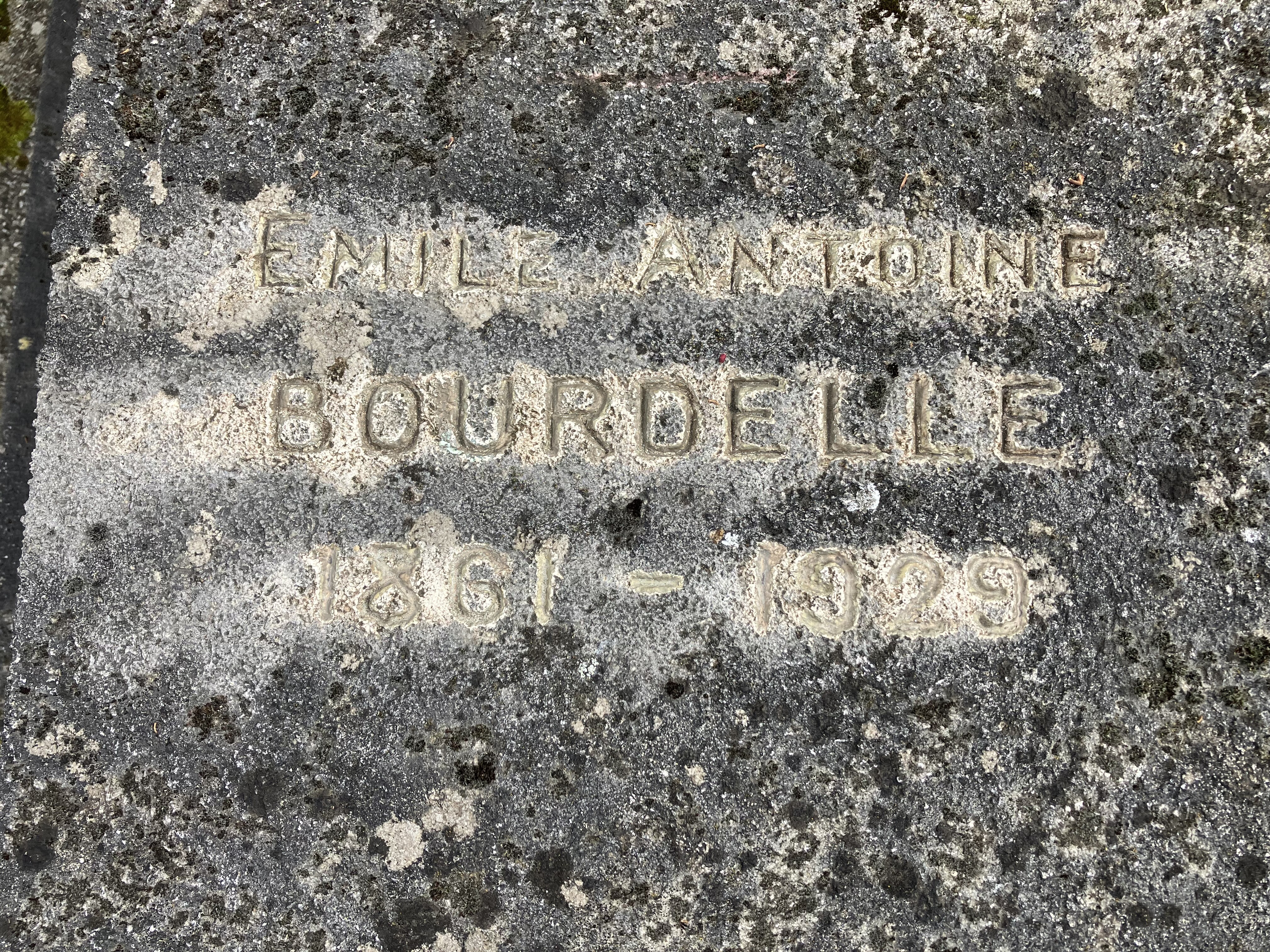
Inscription.

En 1930, André Suarès avait écrit à sa veuve : « Notre Bourdelle doit avoir son Musée : et il ne l'aura que par vous ». Fidèle au vœu de son mari et grâce à une importante donation, Cléopâtre Bourdelle fonde un musée monographique organisé autour des ateliers préservés d'Antoine Bourdelle. Le musée est ouvert au public en 1949.

## Distinctions
- Commandeur de la Légion d'honneur.

## Œuvres

### Sculpture
- En 1888, il réalise ses premières sculptures de Beethoven. Il opte pour la pureté et la rigueur des formes. Il devient un des précurseurs de la sculpture monumentale du XXe siècle qui suscitera l'admiration, notamment celle d'Auguste Rodin.
- 1890 : Beethoven à la cravate, buste en bronze.
- Entre 1891 et 1893, il réalise, pour la Comédie-Française, deux bustes en bronze d'acteurs du Français : Coquelin cadet (1891) et Coquelin aîné (1893).
- Il est appelé par Gabriel Thomas sur le chantier du théâtre des Champs-Élysées pour lequel il s'improvise également architecte. Il travaillera sur cette construction de 1910 à 1914, élaborant des sculptures monumentales. Initialement, il devait réaliser le décor sculpté du bâtiment mais, très vite, il participe aux aspects architecturaux aux côtés d'Auguste Perret[20], ainsi qu'à la décoration intérieure (fresques).

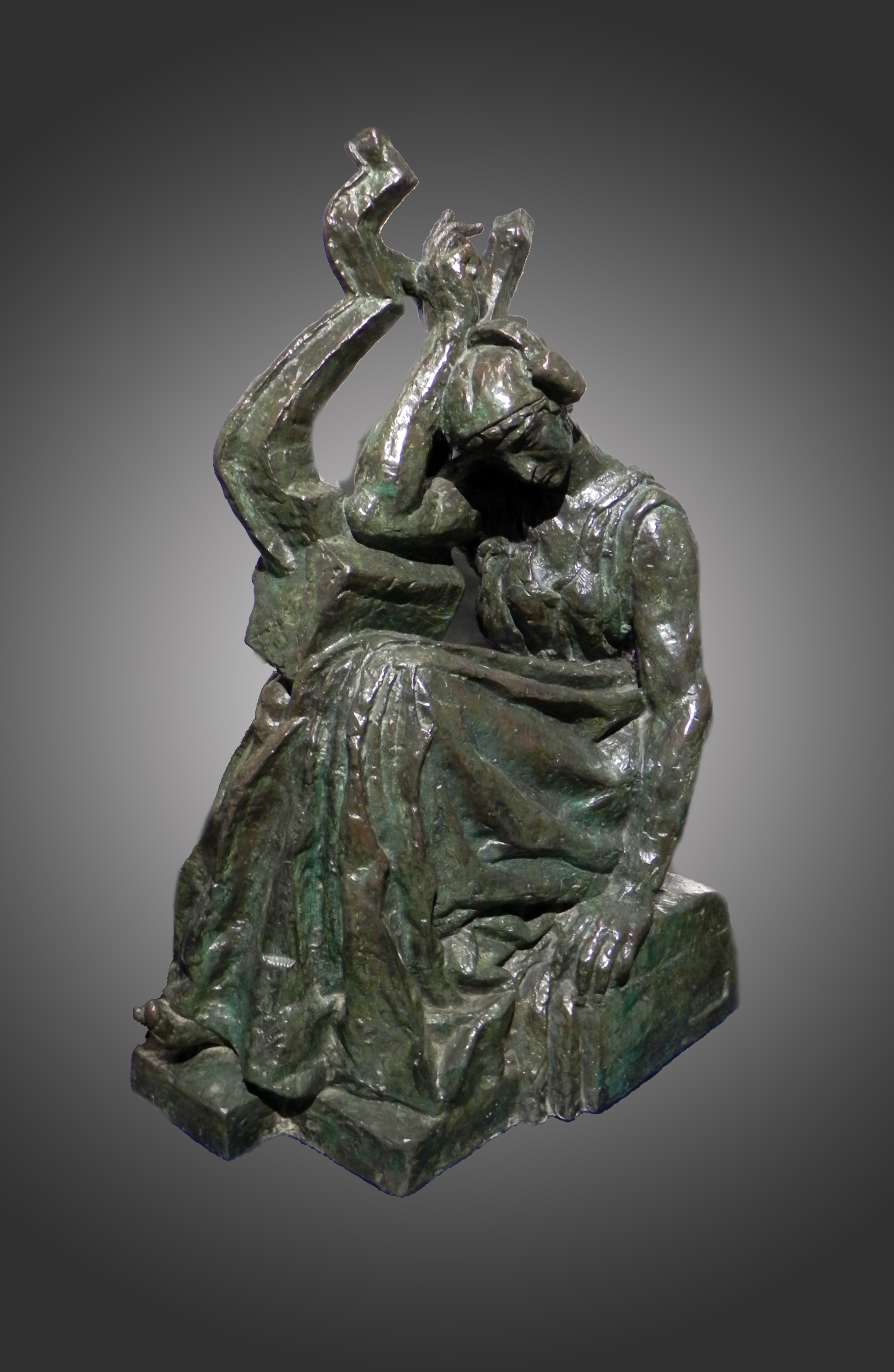
Sappho, Mougins, musée d'art classique de Mougins.

- Pour l'église Notre-Dame du Raincy d'Auguste Perret, il réalisa une pietà en bas-relief au-dessus de la porte d'entrée. Elle a été mise en place et inaugurée le 19 septembre 1999[21]. Ce bronze avait été commandé pendant les années 1920 par le chanoine Nègre à Bourdelle, mais faute de crédits, l'artiste ne réalisa alors qu'une esquisse conservée à Paris au musée Bourdelle.
- 1898-1900 : Le Grand Guerrier, statue en bronze, musée des Beaux-Arts de Caen.
- 1899 : Drame intime, bronze, 62 × 35 × 30 cm, Le Havre, musée d'art moderne André-Malraux[22].
- 1900 (c.) : Buste de Gustave Eiffel, installé en 1929 au pied de la tour Eiffel.
- Le Monument aux combattants et défenseurs du Tarn-et-Garonne de 1870-1871 (1902) est la première commande importante de Bourdelle. Sa vision romantique du monument lui vaudra des oppositions violentes. L'intervention d'Auguste Rodin, en 1897, permit à Bourdelle de réaliser cette sculpture sans accepter aucun compromis. Le monument sera érigé à Montauban en 1902[23]. Le Grand Guerrier, bronze monumental, en est l'un des éléments les plus célèbres (Paris, musée Bourdelle, Martigny (Suisse), parc de sculptures de la Fondation Pierre-Gianadda), Toulouse Fondation Bemberg. Un groupe de trois figures a été exposé en 1899 sous le titre La Guerre, les figures hurlantes. Il a été créé dans le cadre du projet du monument aux morts de Montauban. Finalement non utilisée dans le monument, cette sculpture connut une existence indépendante[réf. nécessaire].
- 1906 : Le Fruit.
- 1907 : Bacchante aux raisins, plâtre, musée de Grenoble, Musée Ingres-Bourdelle Montauban.
- 1909 :  Jan Monchablon, monument à la mémoire de ce peintre.

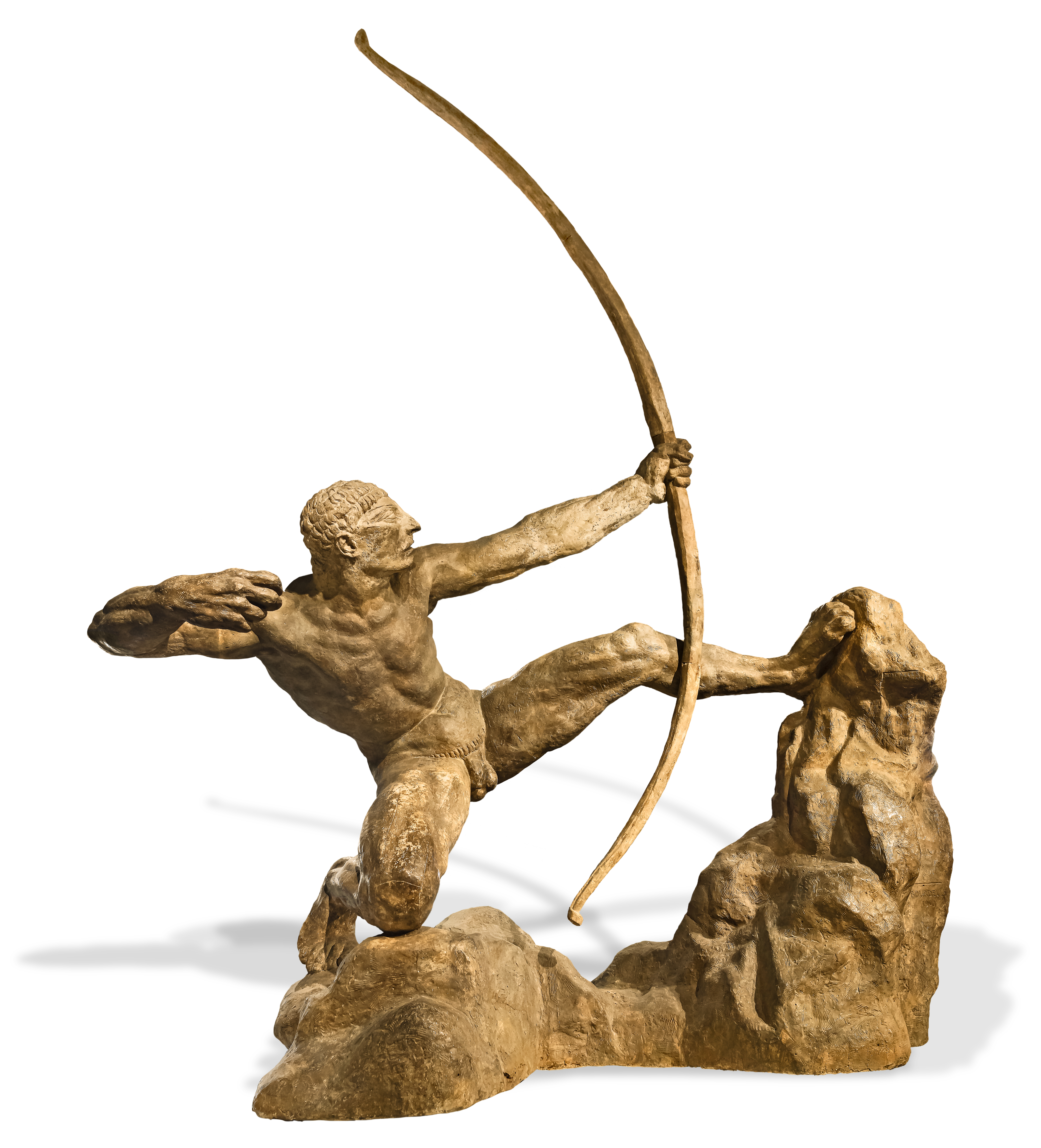
Héraklès archer (1909), plâtre original, musée Ingres-Bourdelle.

- 1909 : Carpeaux au travail, exposé au salon de la Société nationale des Beaux Arts de 1909, c'est un hommage personnel à Carpeaux, installé sur le parvis de la mairie du 15e arrondissement de Paris et au musée Bourdelle. Une fonte unique en bronze datant de 1910 se trouve dans le jardin du musée des Beaux-Arts de Lyon[24].
- 1909 : Héraklès archer, il devait être initialement réalisé en un seul exemplaire selon Gabriel Thomas, qui avait commandé l'œuvre. Mais dès 1916, d'autres exemplaires furent vendus, tant le succès fut important. Le modèle de la sculpture est le commandant Doyen-Parigot, qu'il avait rencontré aux Samedis Auguste Rodin. Ce militaire, sportif accompli, inspira Bourdelle qui se tourna vers la légende d'Héraclès. Parmi les douze travaux, Bourdelle choisit l'extermination des oiseaux du lac Stymphale. Toutefois, Bourdelle modifia la tête de son modèle, celui-ci ayant demandé qu'il ne soit pas identifiable. La sculpture fit sensation au Salon de 1910[25]. Un exemplaire, fonte datée de 1915, est conservé à Rome à la galerie nationale d'Art moderne et contemporain. Un autre est visible au musée des Beaux-Arts de Lyon, bronze acquis de l'artiste en 1927.
- Monument au général Alvear, à Buenos Aires en Argentine.

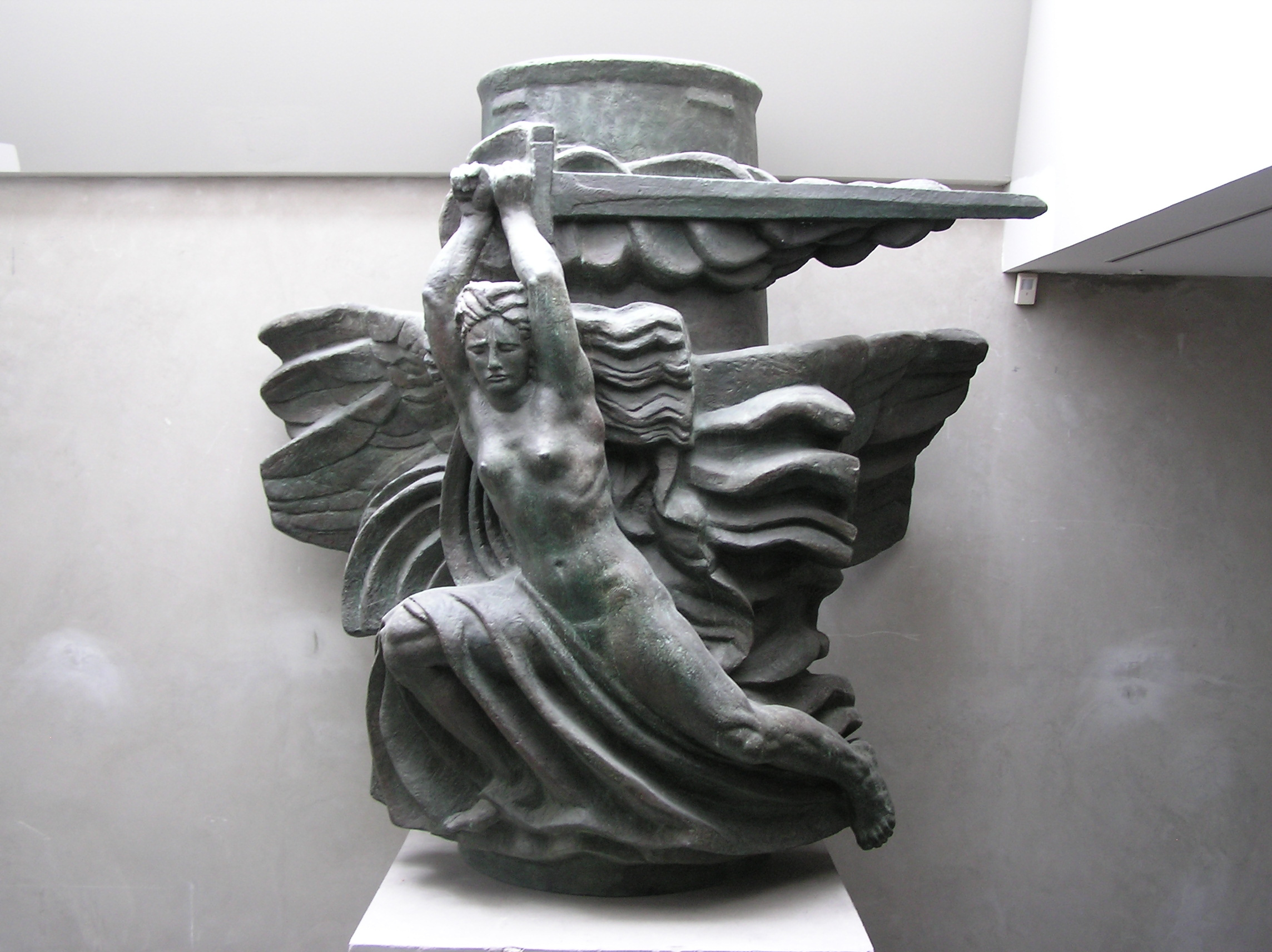
L'Épopée polonaise, Paris, musée Bourdelle.

- Le Monument à Mickiewicz. La première maquette date de 1909, mais Bourdelle n'inaugurera ce projet, place de l'Alma à Paris, que vingt ans plus tard, quelques mois avant sa mort.
- 1911 : Charles-Louis Philippe, auteur de Bubu de Montparnasse, bronze (34 × 25 × 26 cm), Paris, musée Bourdelle.
- 1912 : Les Muses courant vers Apollon.
- 1912 : Pénélope (La Grande Pénélope, 240 cm ; La Petite Pénélope, 120 cm). Un exemplaire de La Grande Pénélope est exposé à Paris dans les douves, bordées par le boulevard de Bercy, du bâtiment « Colbert » du ministère de l'Économie et des Finances[26], parmi les sculptures d'autres artistes. La Grande Pénélope est présente aux Pays-Bas à Otterlo dans les collections du musée Kröller-Müller, au musée d'art d’Honolulu et à Canberra à la Galerie nationale d'Australie ; La Petite Pénélope est conservée à Paris au Petit Palais, à Amsterdam au Stedelijk Museum[27], au palais des Beaux-Arts de Lille ainsi qu’à Tokyo au musée d'art Bridgestone.
- 1917 : Madeleine Charnaux debout, bronze (49 × 11 × 10,5 cm), Paris, musée Bourdelle.
- Dans les années 1920, à la demande de son ami l'architecte Robert Danis, directeur de l'architecture au ministère de la Construction, il réalise pour la crypte du Hartmannswillerkopf (le Vieil Armand), les deux anges qui ornent l'entrée.
- 1921 : La Chilienne, bronze (47 × 35 × 30 cm), Paris, musée Bourdelle.
- Son monument de La France[28], dans deux versions, orne aujourd'hui l'esplanade du Palais de Tokyo à Paris et surplombe la citadelle de Briançon. Il fut envisagé un moment de l'ériger au port du Verdon, face à l'océan, port où débarquèrent les troupes américaines en 1917, en remerciement de l'effort de guerre américain. Un exemplaire en bronze de la tête de La France est exposé dans le hall de la mairie du 15e arrondissement de Paris.
- 1922 : Alfred Mayssonié, bronze, Toulouse, square Héraclès.
- 1924 : il réalise l'épée d'académicien d'Albert Besnard.
- 1926 : Monument à Carlos María de Alvear, bronze (7,5 cm), Paris, musée Bourdelle.
- 1927 : Krishnamurti, buste en bronze (25 × 40 cm), Paris, musée Bourdelle, Montauban Musée Ingres-Bourdelle.
- Jeanne d'Arc, offerte en 1945 à la ville de Barentin (Seine-Maritime).
- 1929 : Esquisse du Monument à Mickiewicz, bronze (7,2 cm), Paris, musée Bourdelle.
- 1929 : le monument aux morts de la mine, à Montceau-les-Mines, inauguré en 1930 par la veuve de l'artiste et classé au titre des monuments historiques par arrêté du 30 septembre 2020, représenté sur le timbre poste de 12 francs « Commune de Montceau-les-Mines » émis en 1956 (no 1065 du catalogue Yvert et Tellier)[29].

```
1929 : 
Monument à Louis Pergaud
, bronze, 
Besançon
.
```

- Le Monument aux morts de Capoulet-et-Junac, classé aux monuments historiques depuis le 6 août 2007, a été érigé en 1936 à l'initiative du docteur Paul Voivenel, alors maire de la commune. Ces trois figures créées dans le cadre du projet du Monument aux Morts de Montauban et non utilisées, représentent la Mort, la Souffrance et la Peur. Le Monument aux Morts de Capoulet-Junac a été inauguré en 1936 par Philippe Pétain. La sculpture est désormais conservée au musée Paul Voivenel de Capoulet et a été remplacée par une copie.

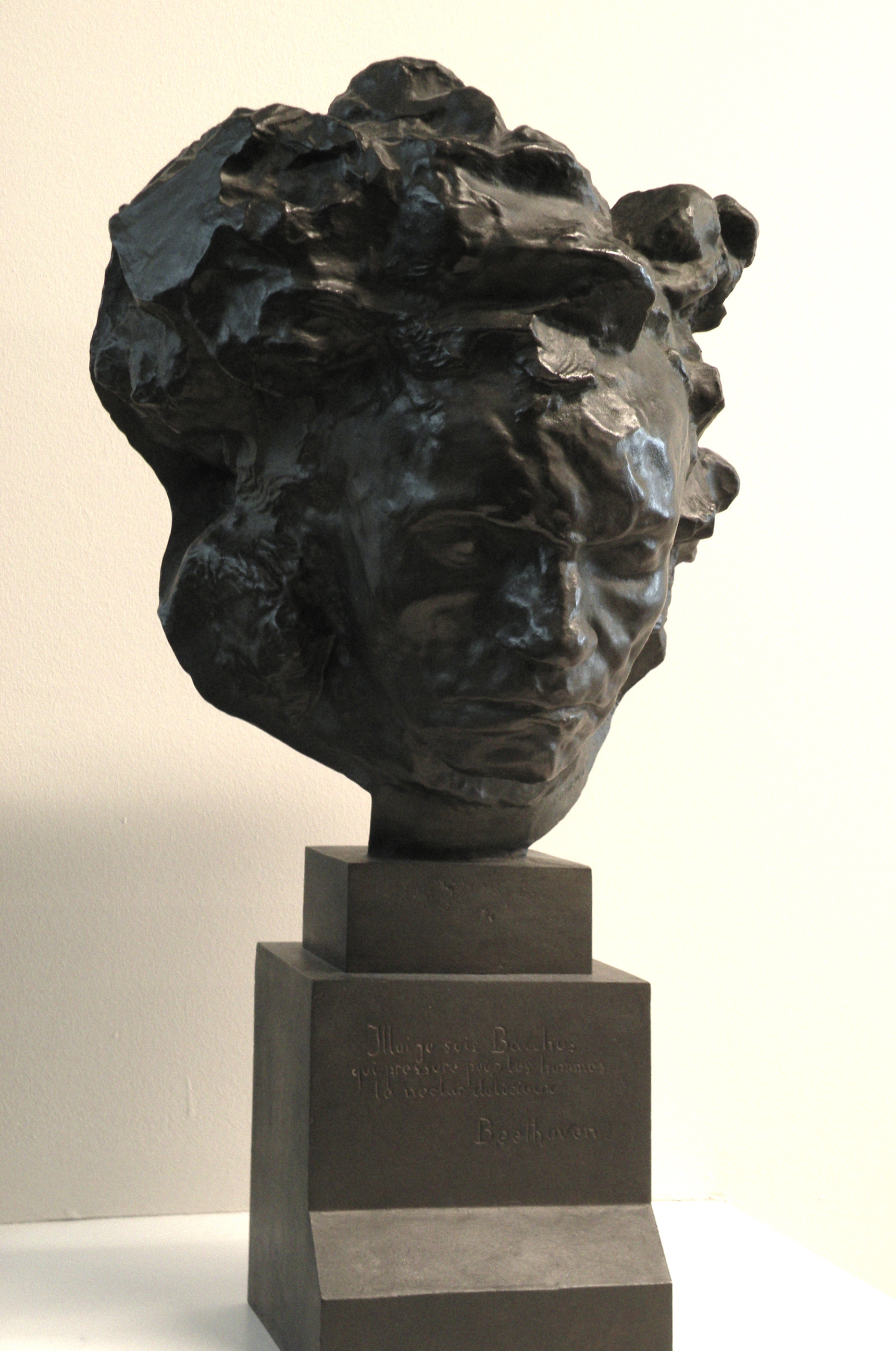
Buste de Beethoven (vers 1902-1903), Le Havre, musée d'art moderne André-Malraux.
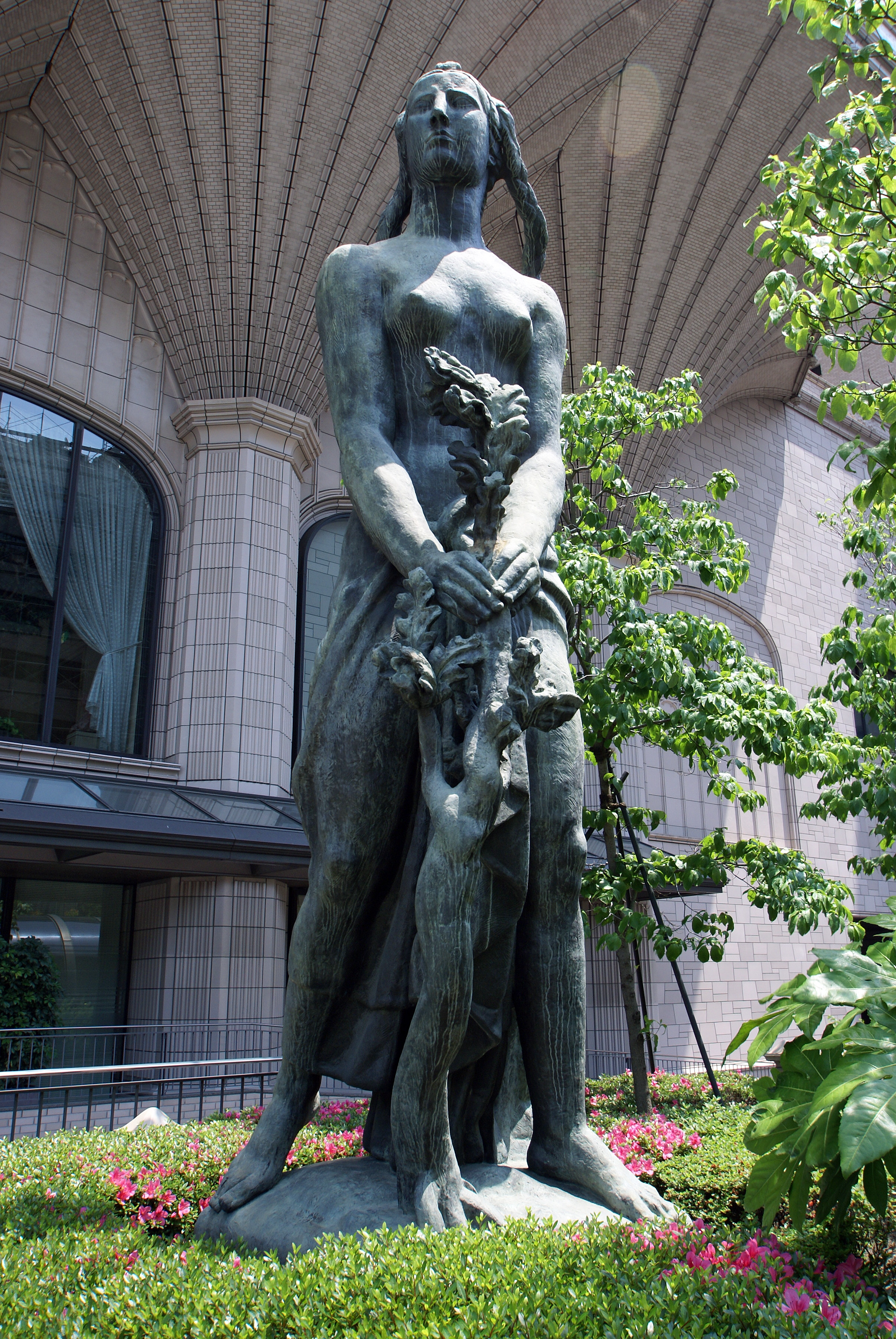
La Liberté, Osaka.
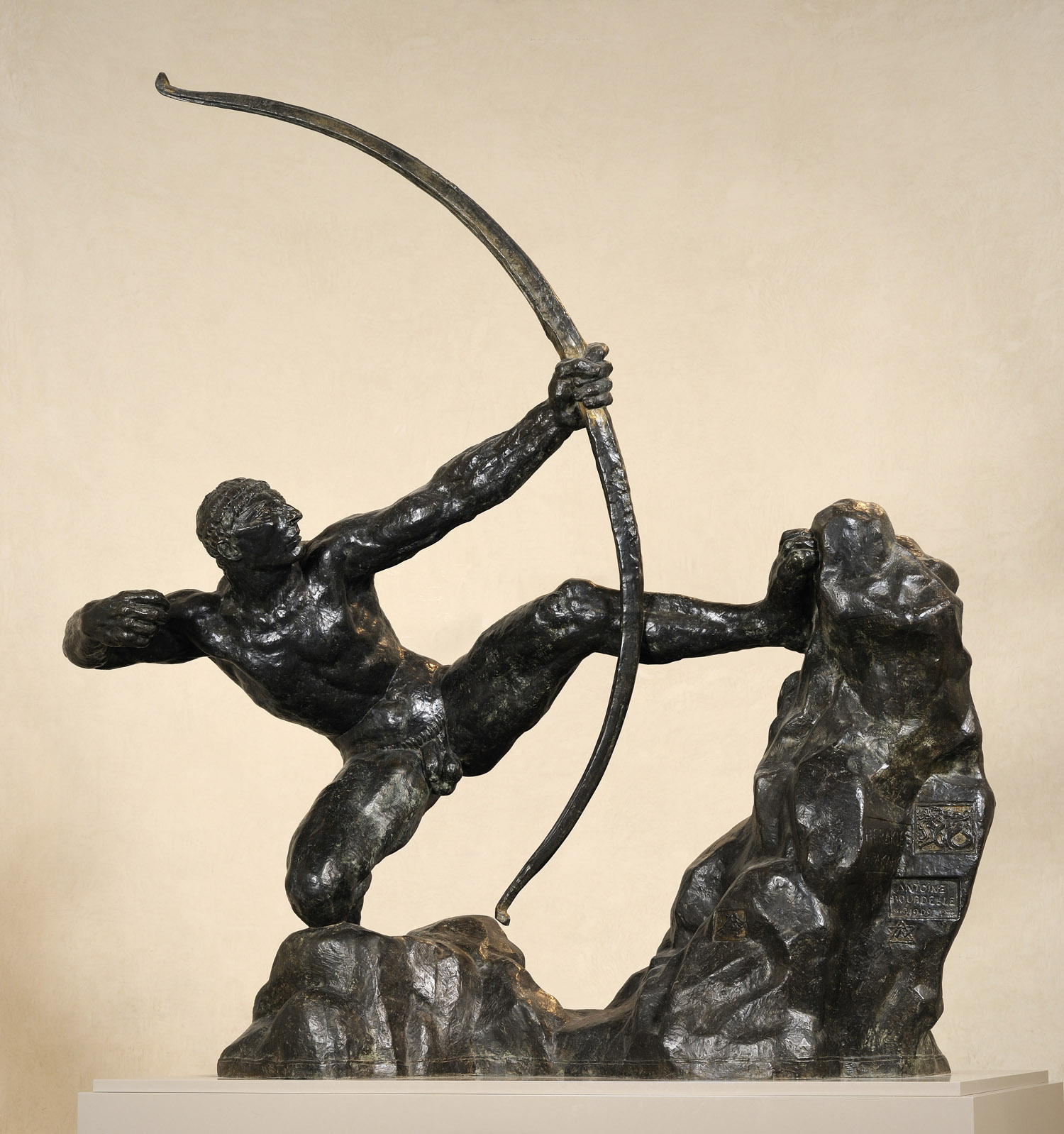
Héraklès archer, 1909, bronze, musée des Beaux-Arts de Lyon.
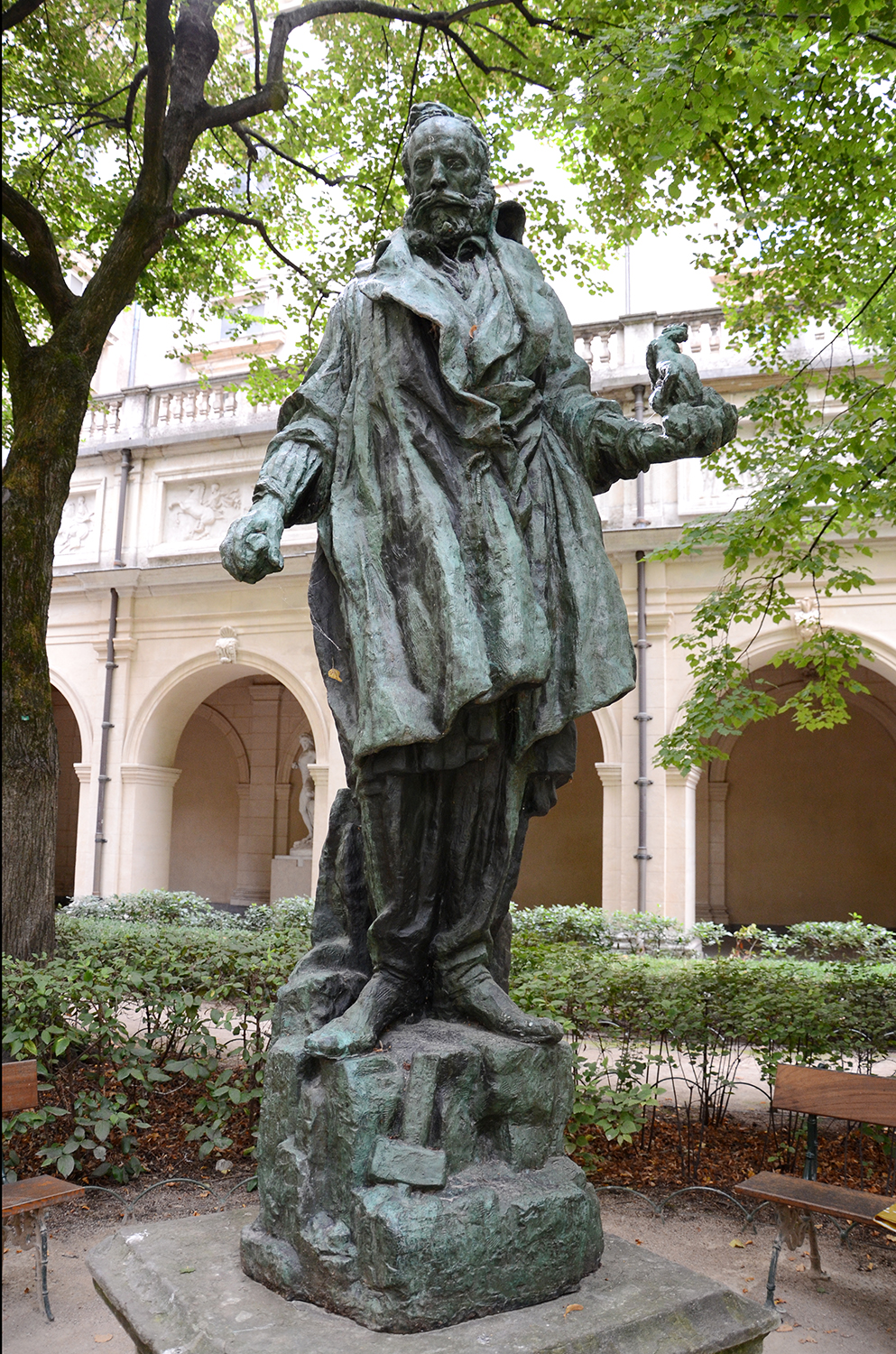
Carpeaux au travail, musée des Beaux-Arts de Lyon.
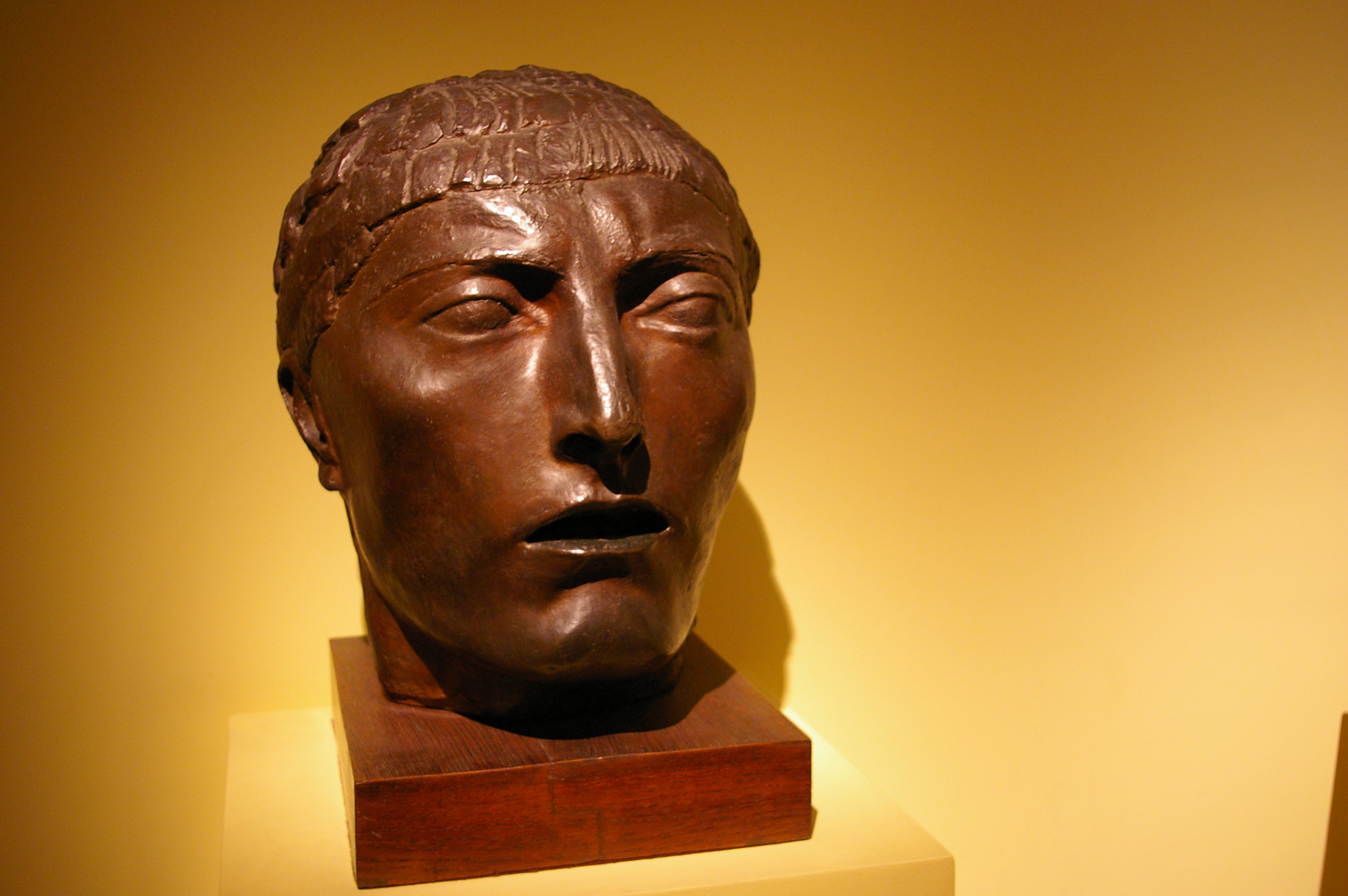
L'Éloquence, bronze, Buenos Aires, musée national des beaux-arts d'Argentine.
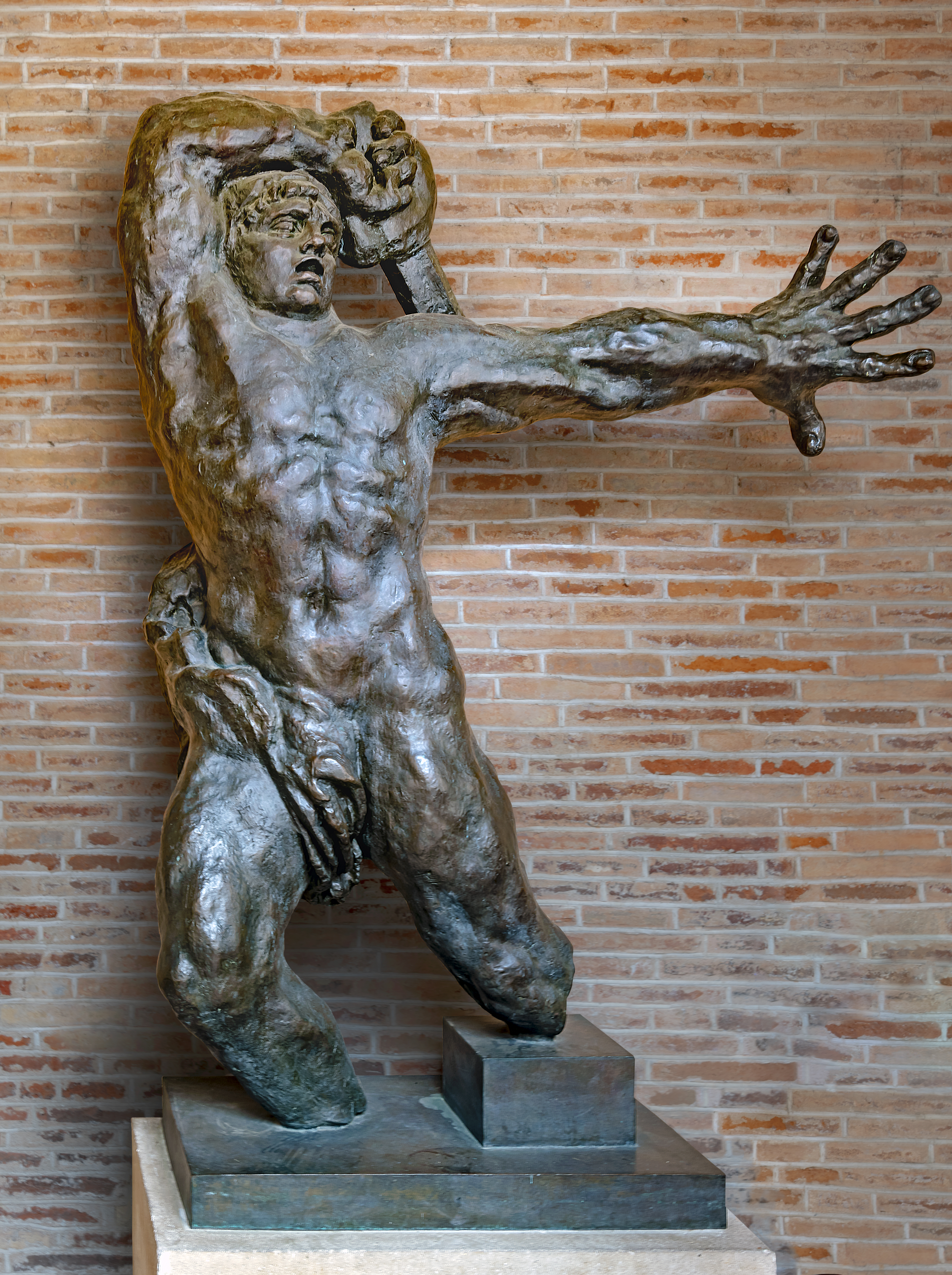
Grand Guerrier (1898-1900), Fondation Bemberg Toulouse.
Mélancolie (1909), Mexico, musée Soumaya.
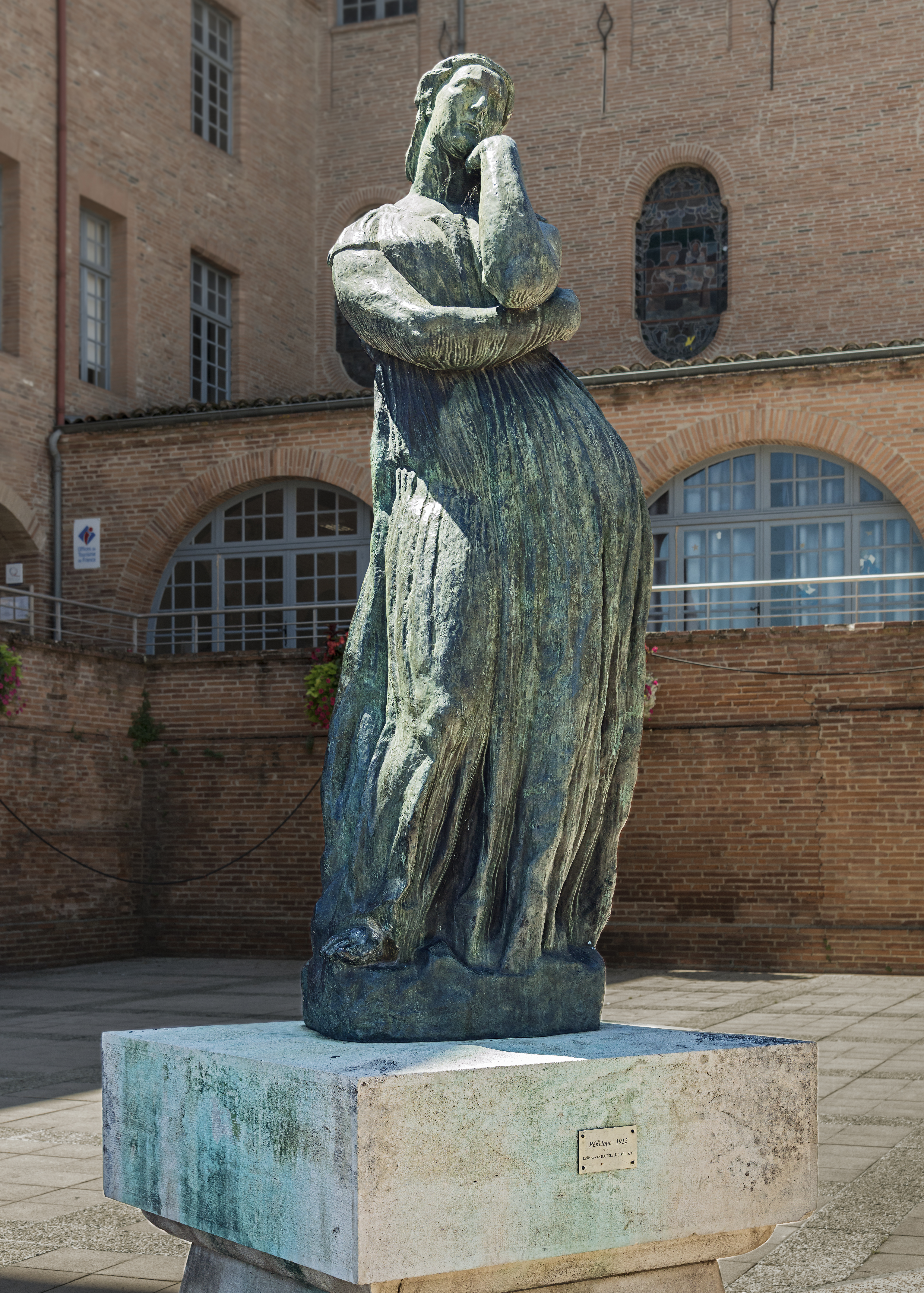
Pénélope (1912), Montauban.
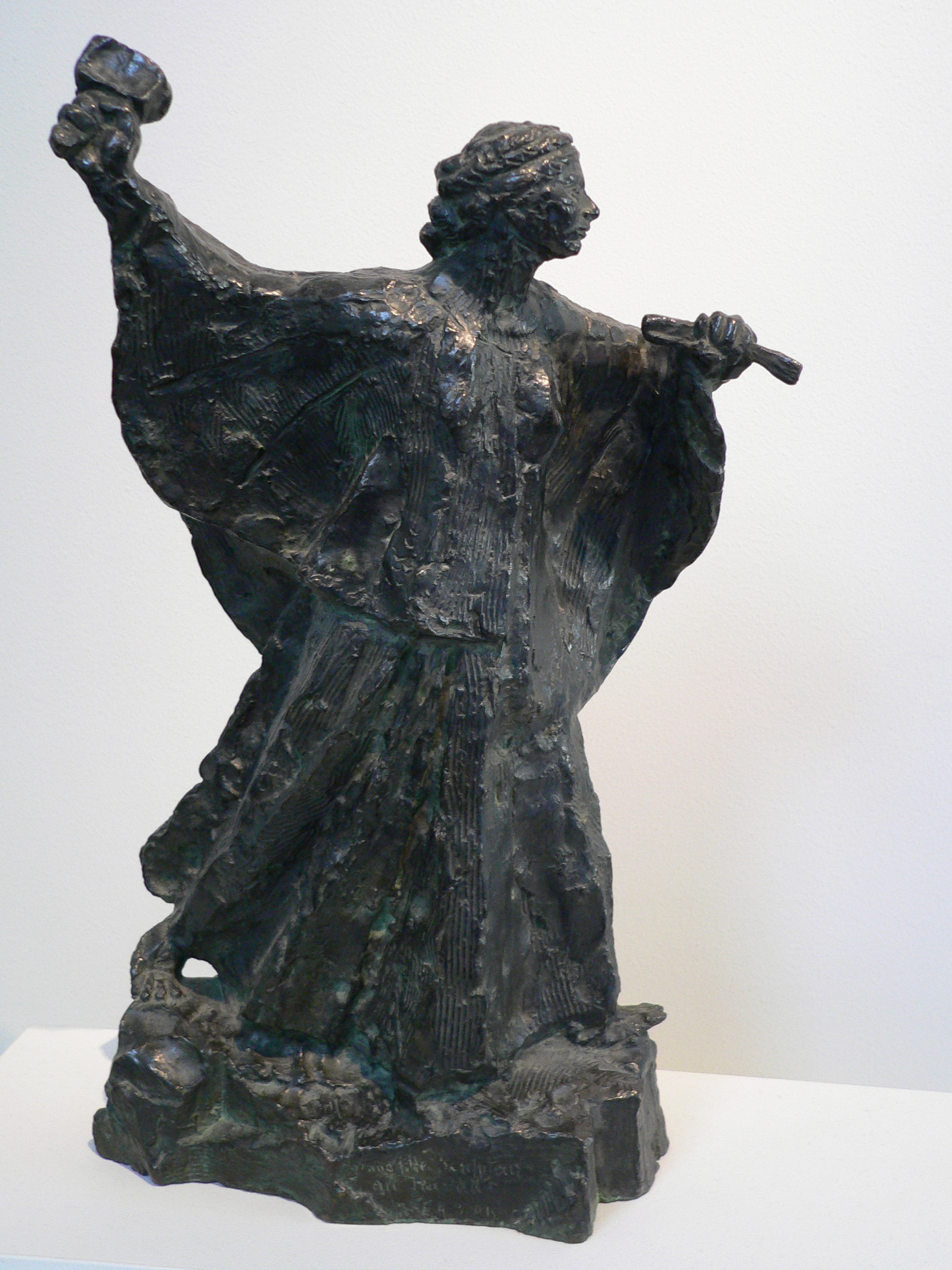
Femme sculpteur au travail, Stanford, Iris & B. Gerald Cantor Center for Visual Arts.
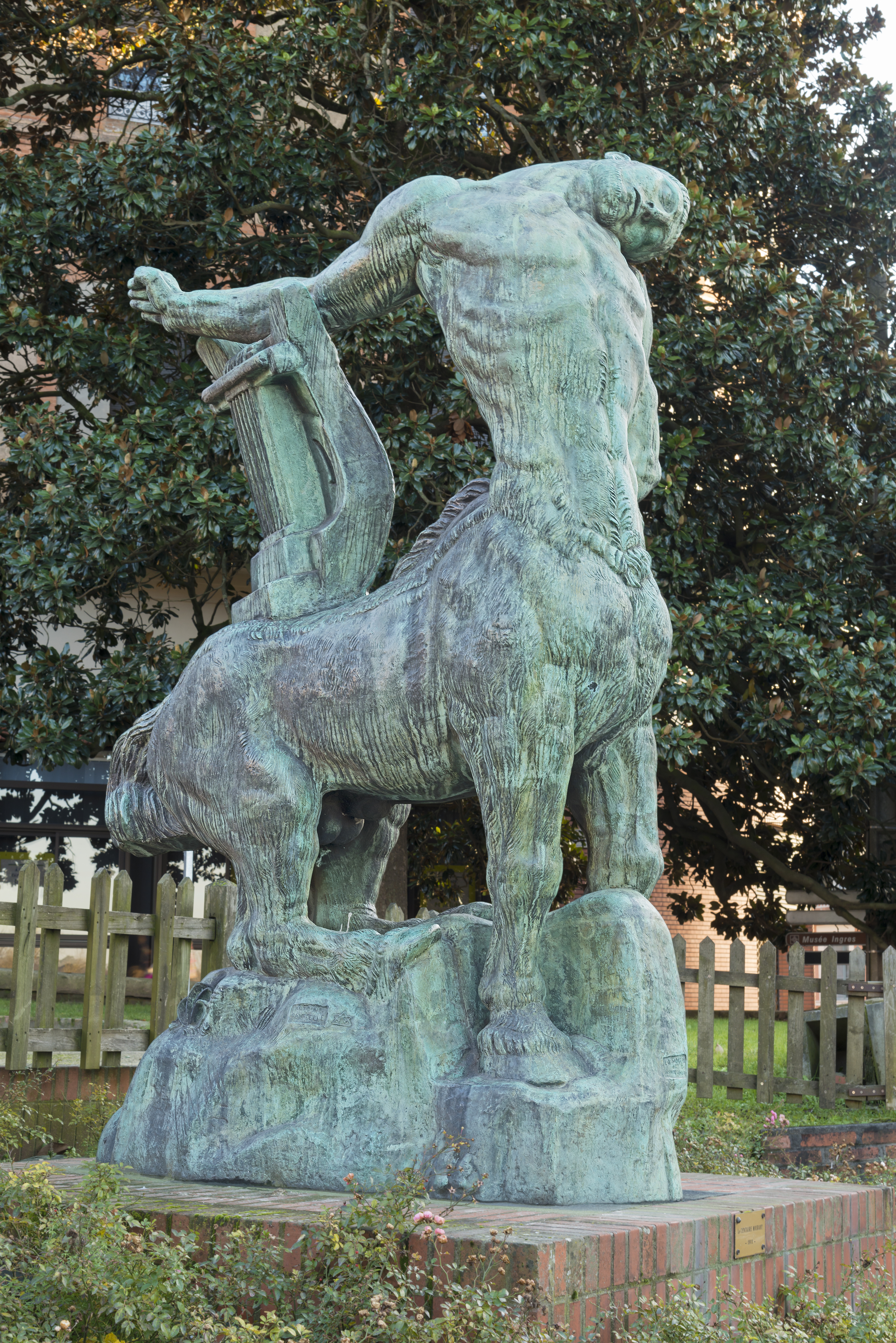
Centaure mourant, Montauban, musée Ingres.
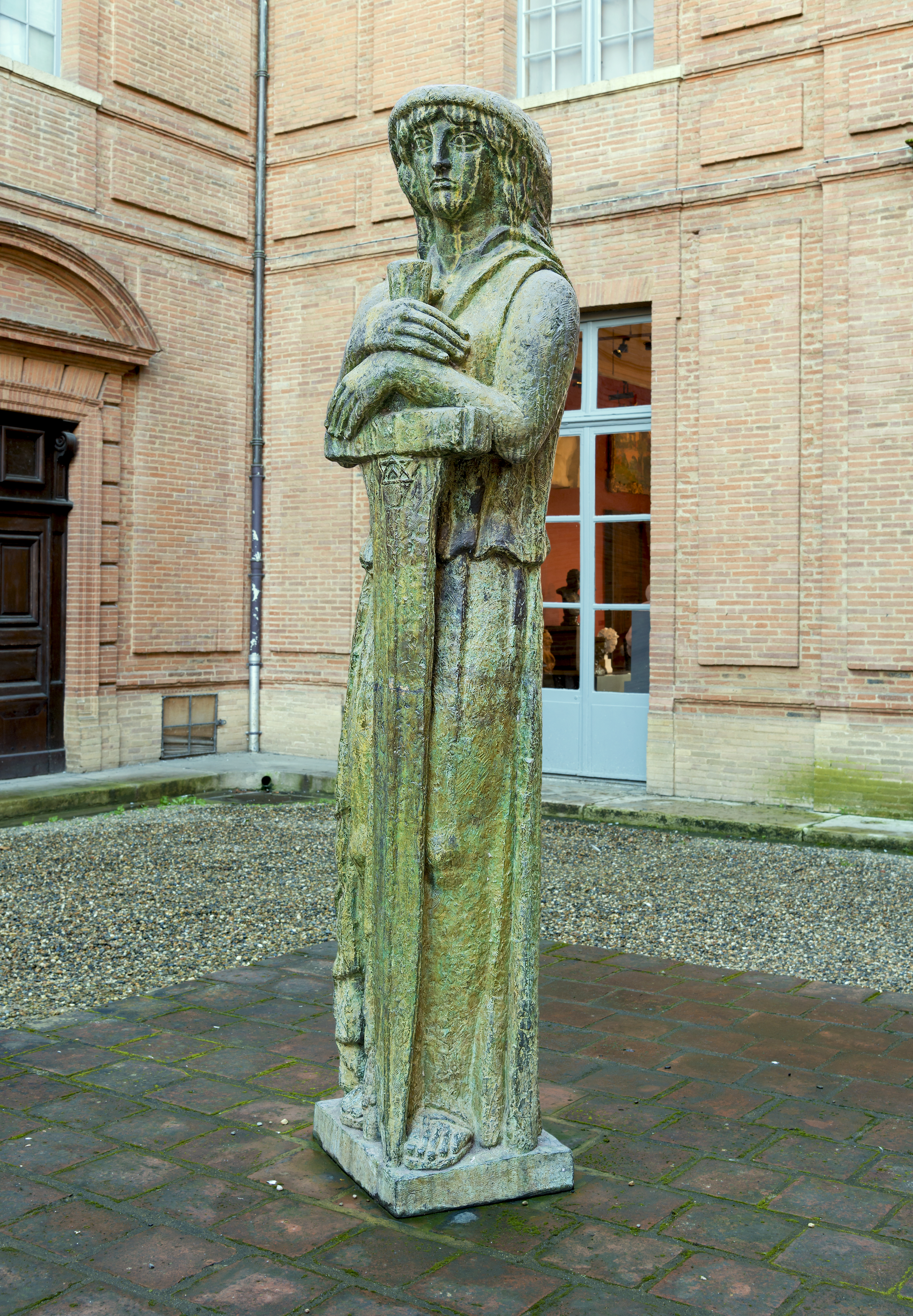
La Victoire de Hartmannswillerkopf, Montauban.
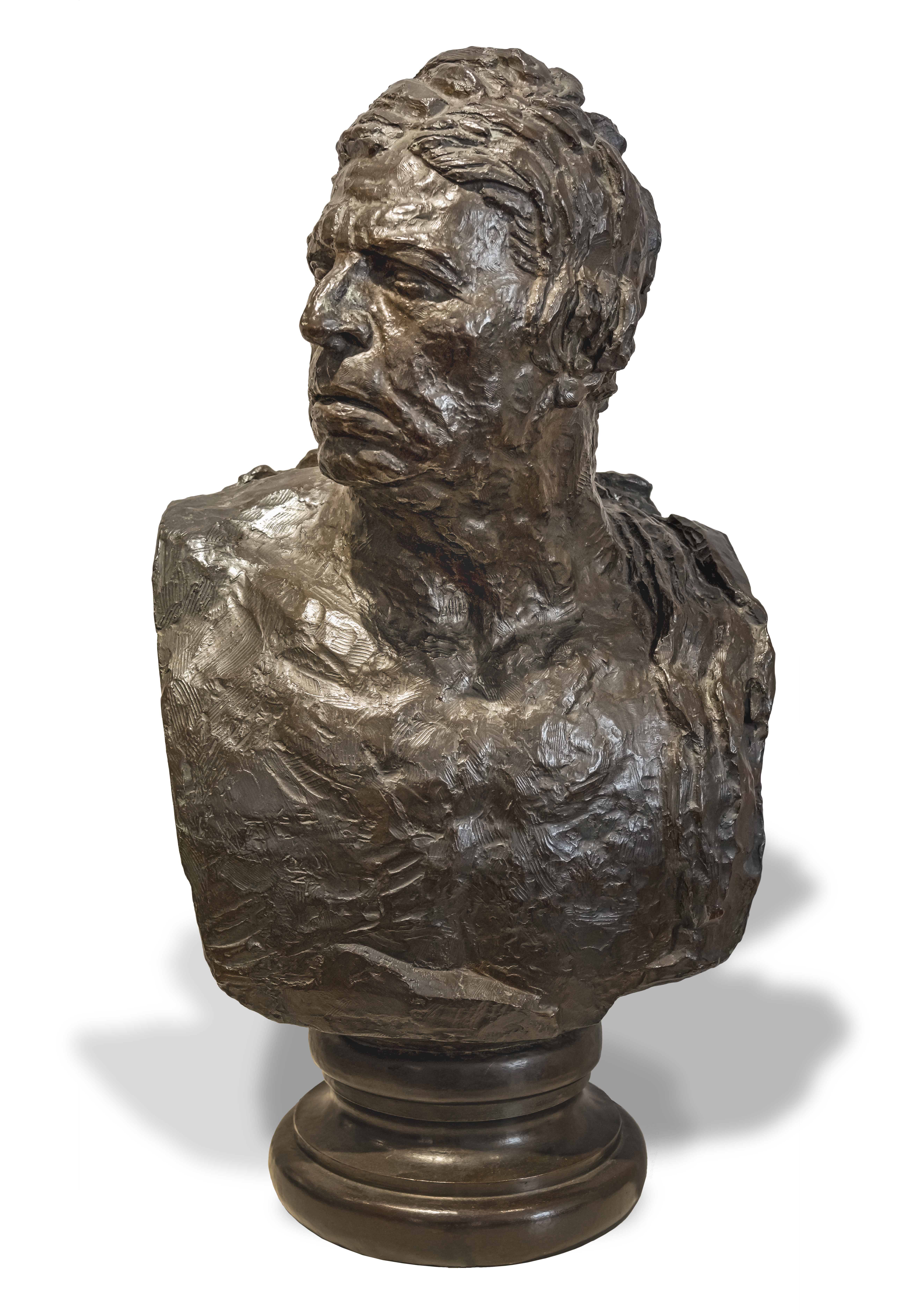
Dominique Ingres,  musée Ingres-Bourdelle.
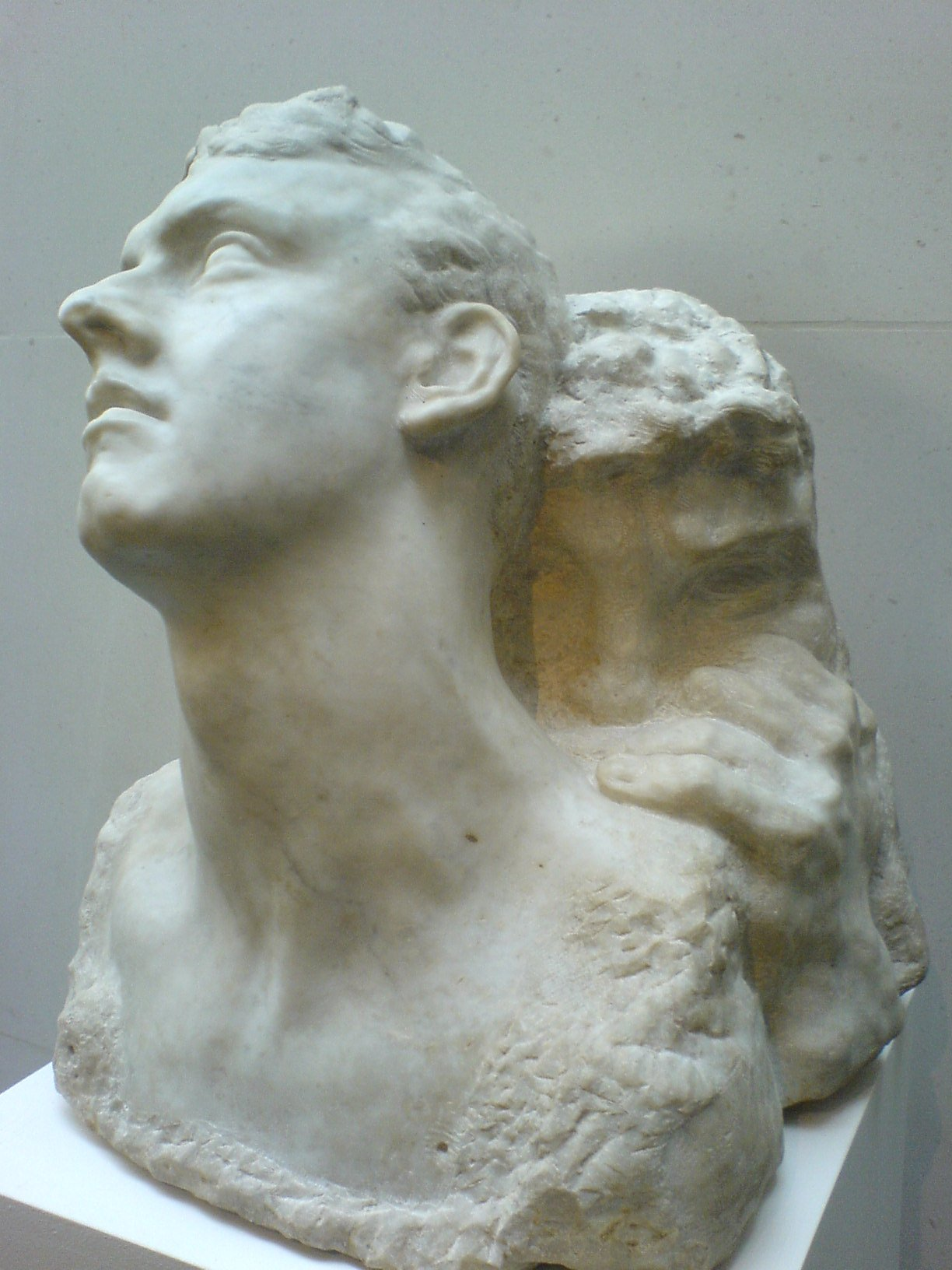
Le Jour et la Nuit, Paris, musée Bourdelle.
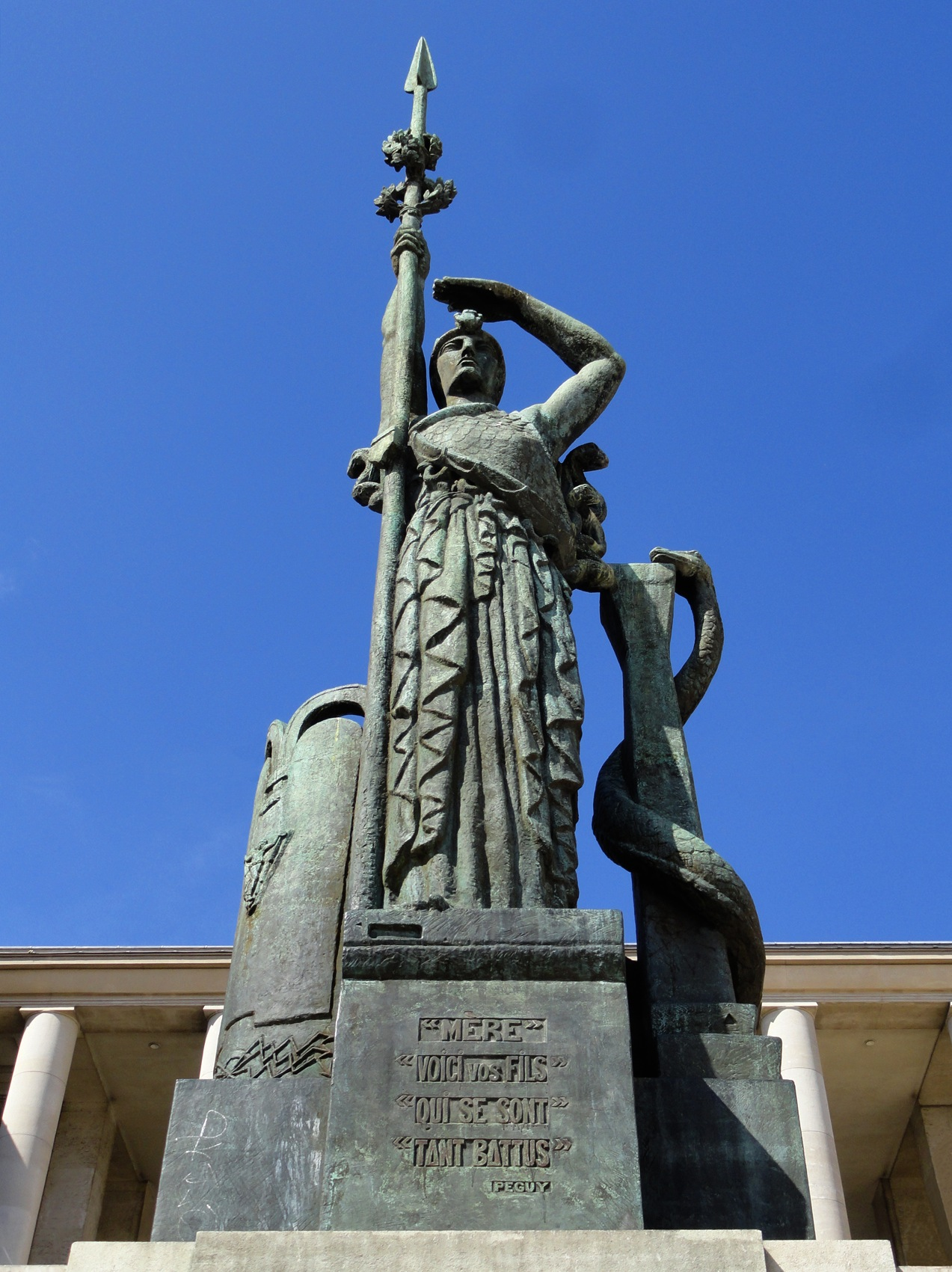
La France (vers 1922), Paris, esplanade du palais de Tokyo.
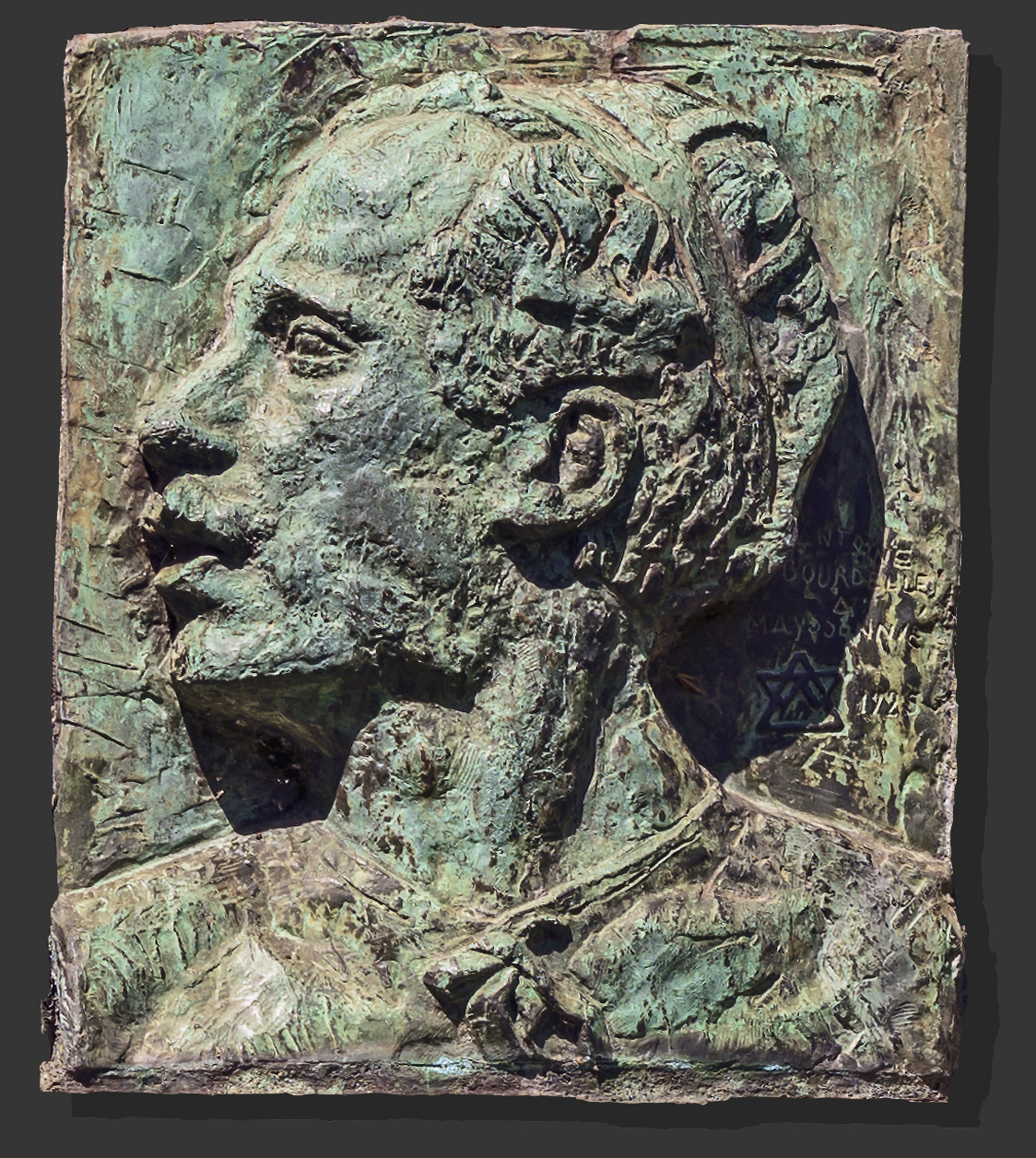
Alfred Mayssonié (1922), Toulouse.
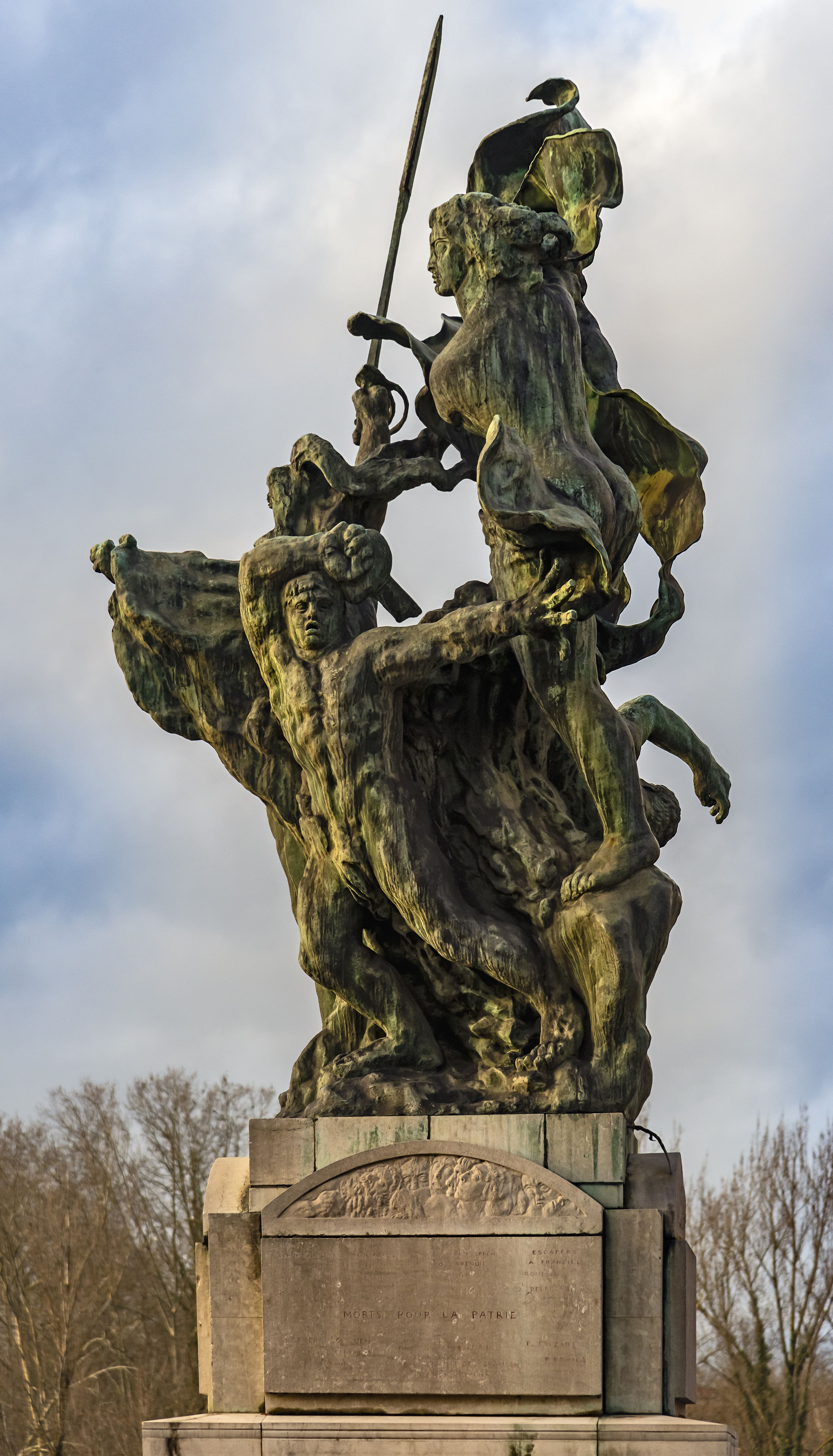
Monument aux Combattants et Défenseurs du Tarn-et-Garonne de 1870-1871 (1902), Montauban.
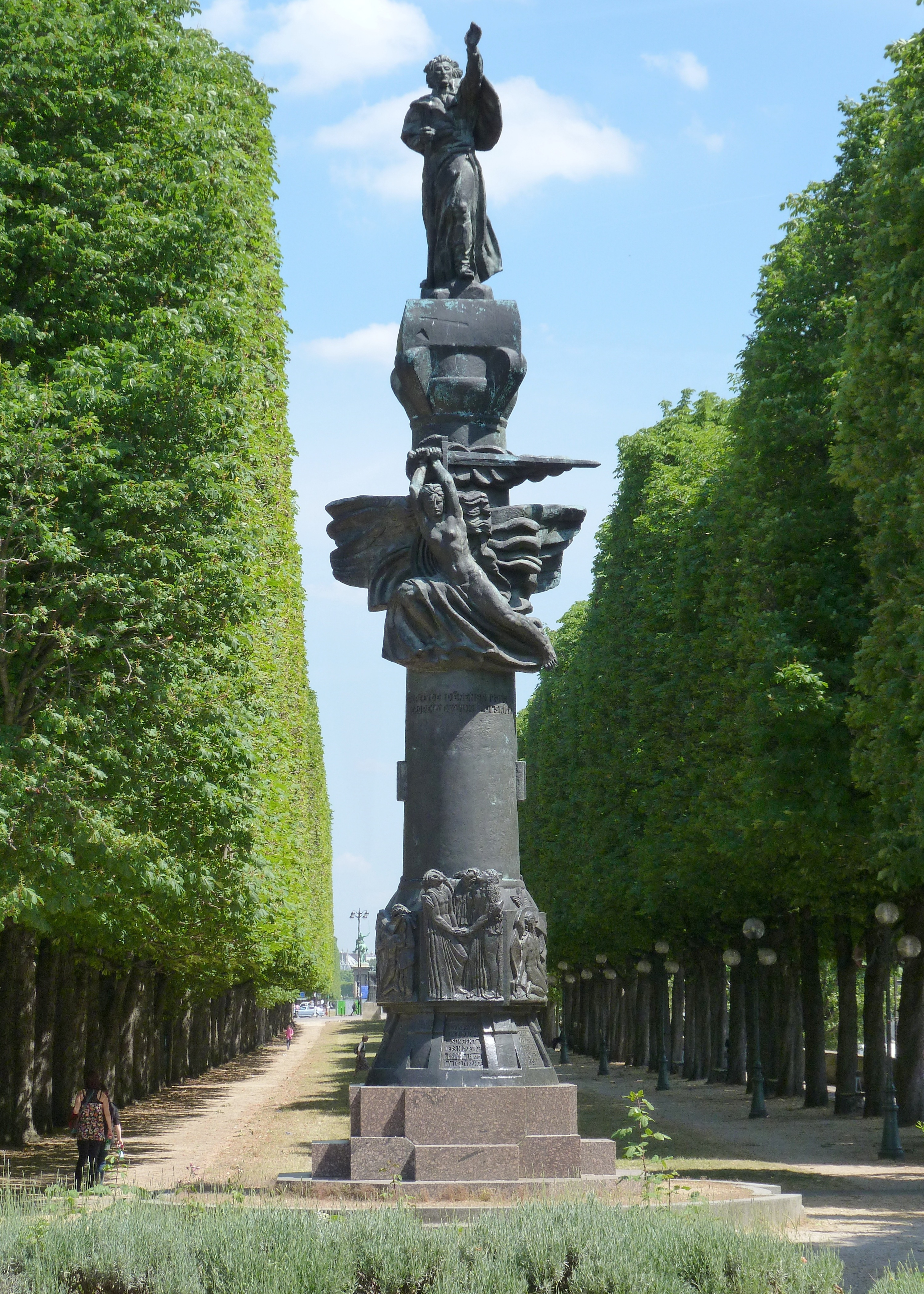
Monument à Mickiewicz, Paris, cours Albert-Ier.
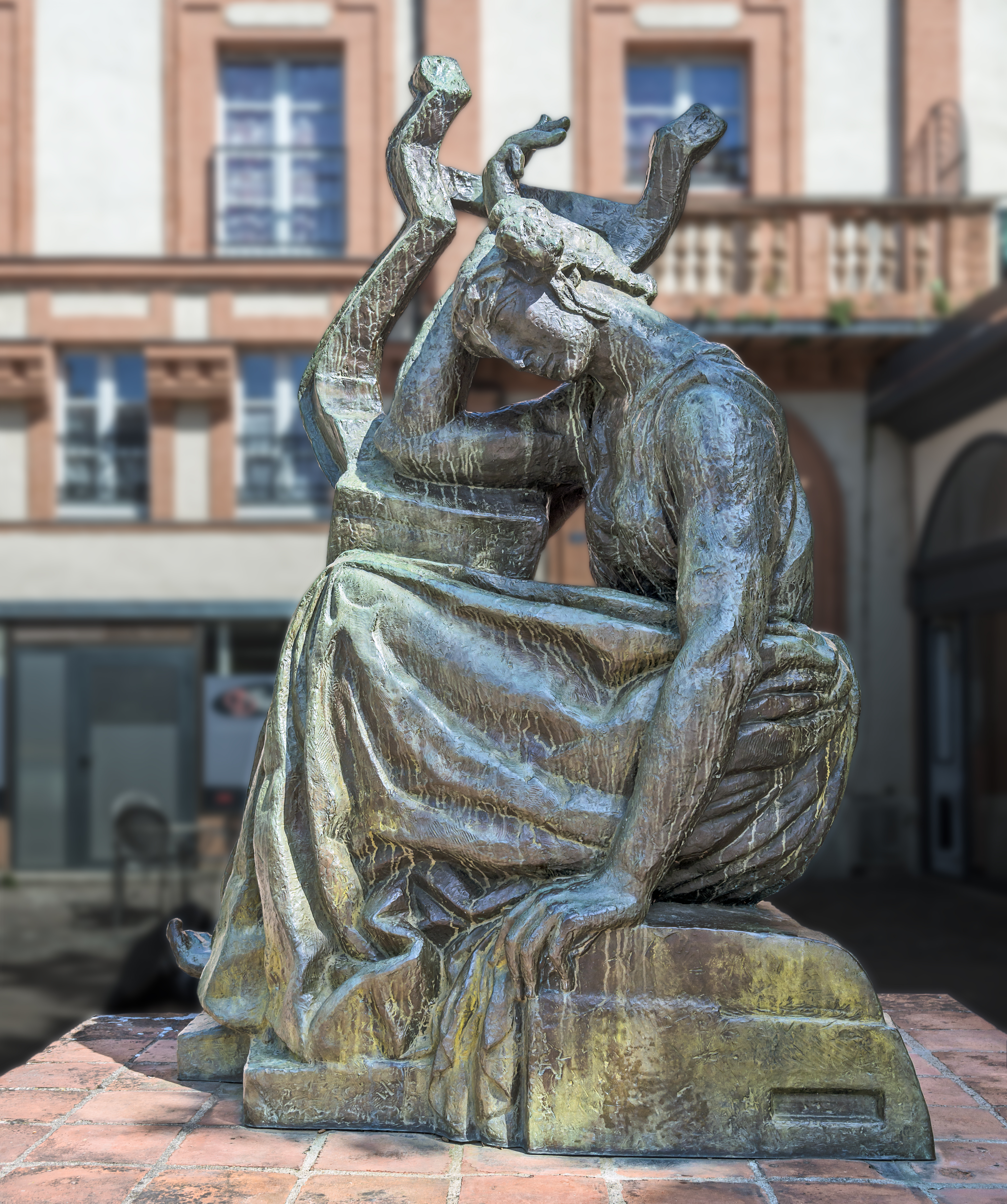
Sapho (1925), Montauban.
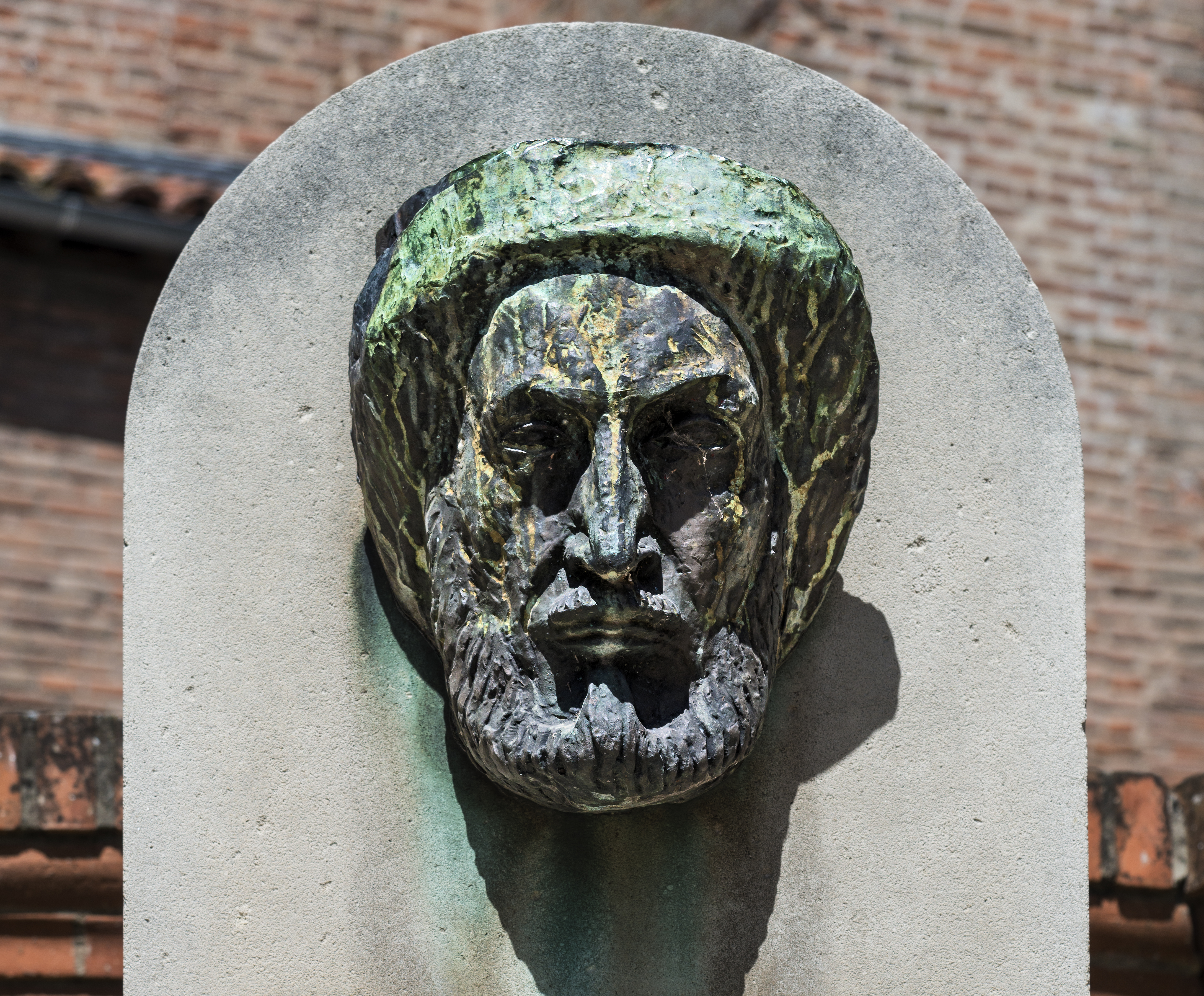
Masque (1925), Montauban.
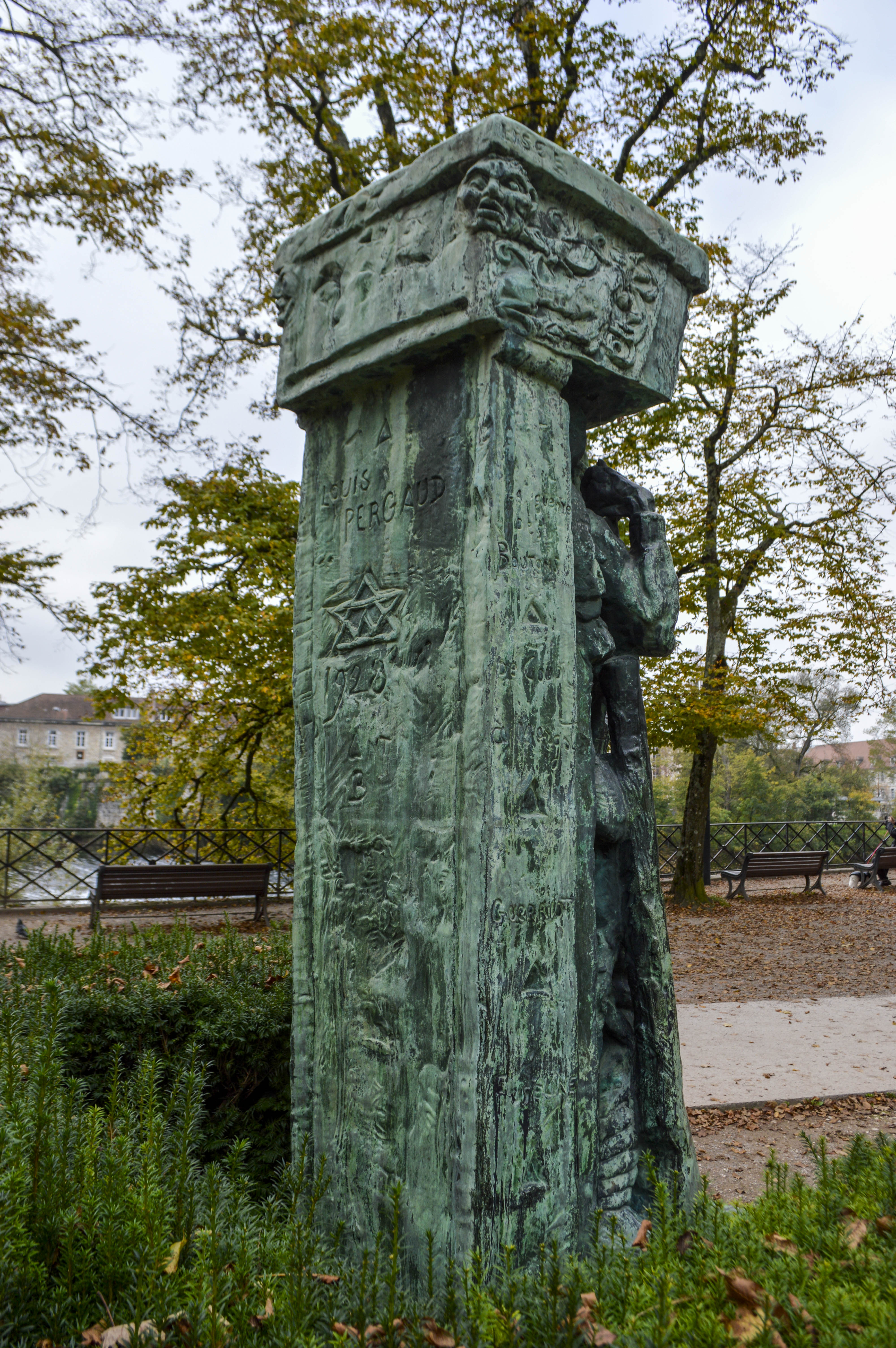
Monument à Louis Pergaud (1929), Besançon.

### L'œuvre graphique
Le dessin a été pour Bourdelle une passion impérative. Il a commencé à dessiner très jeune et n'a jamais cessé. Chaque jour à l'aube, il dessinait ses visions d'artiste. À l'Académie de la Grande Chaumière, à un élève à qui il demande s'il dessine et qui lui répond : « Oui, un peu », Bourdelle s'enflamme : « Un peu ! mais ce n'est pas un peu qu'il faut dessiner, c'est constamment. Le dessin c'est de la discipline et c'est là que résidait la grande force d'Ingres. La base de la beauté, le savoir c'est le dessin. La sculpture finalement ce n'est pas autre chose que du dessin dans tous les sens. » Il a illustré en 1927 un ouvrage d'Isadora Duncan. Le musée Bourdelle de Paris conserve près de 6 000 de ses dessins. Parmi ceux-ci, les études à l'encre pour la façade du théâtre des Champs-Élysées, des dessins d'Isadora Duncan, la danseuse américaine, la cathédrale Notre-Dame de Reims en flammes…

### Le peintre
On ignore souvent que Bourdelle a également été un peintre. Il a exécuté plus de 200 toiles et pastels, essentiellement des portraits, à l'huile et au pastel. Si ces œuvres sont demeurées peu connues, c'est en raison du prestige mondial que devait lui apporter sa sculpture qui maintiendra dans l'ombre son activité de peintre à part entière.

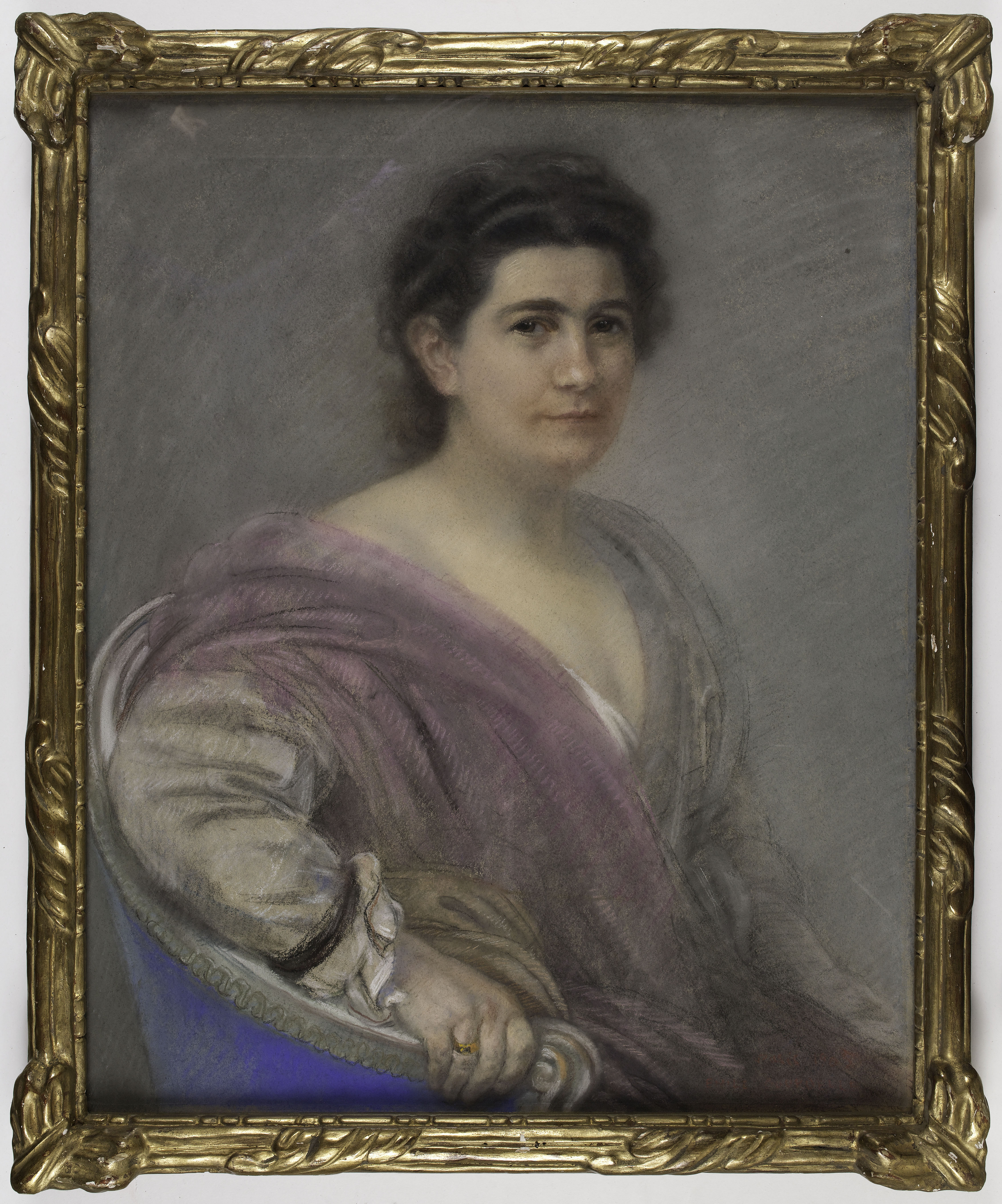
Portrait de Lucie Bérillon, élève de la première promotion de l'École normale supérieure des jeunes filles 1905, Petit Palais, musée des Beaux-arts de la Ville de Paris.

Dans un premier temps, il signa ses œuvres « Émile Bourdelle », puis il signera « Émile Antoine Bourdelle », ou simplement « Bourdelle ».
Il exposera à de nombreuses reprises son œuvre peint. En 1891, il envoie quelques pastels au Salon de la Société nationale des beaux-arts, et ce jusqu'en 1898. En 1905, il présente sept pastels au Salon d'automne. La même année, il tient sa première exposition personnelle galerie Hébrard, rue Royale, à Paris, où il présente quelques peintures parmi ses sculptures. Comme l'illustre le portrait représenté à gauche, il réalise également des portraits. Ici, il s'agit de Lucie Bérillon, professeure de psychologie issue de la première promotion de l'École Normale Supérieure des Jeunes Filles de Sèvres.
Il participa de 1911 à 1913 à la décoration du foyer du théâtre des Champs-Élysées où la majorité des fresques sont de lui (et de certains de ses élèves).

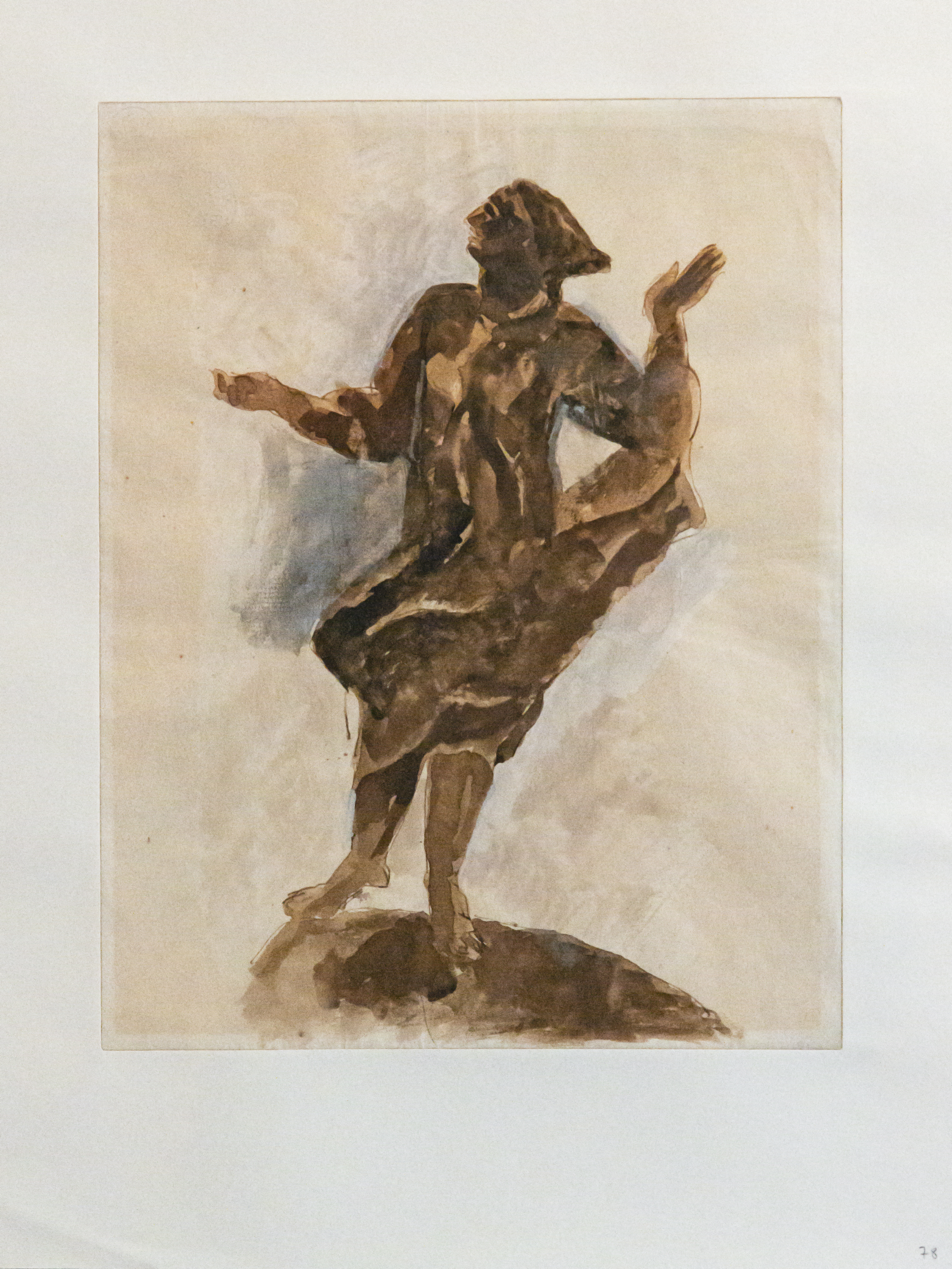
Femme en marche- Encre brune, gouache et aquarelle - Musée Toulouse-Lautrec Albi
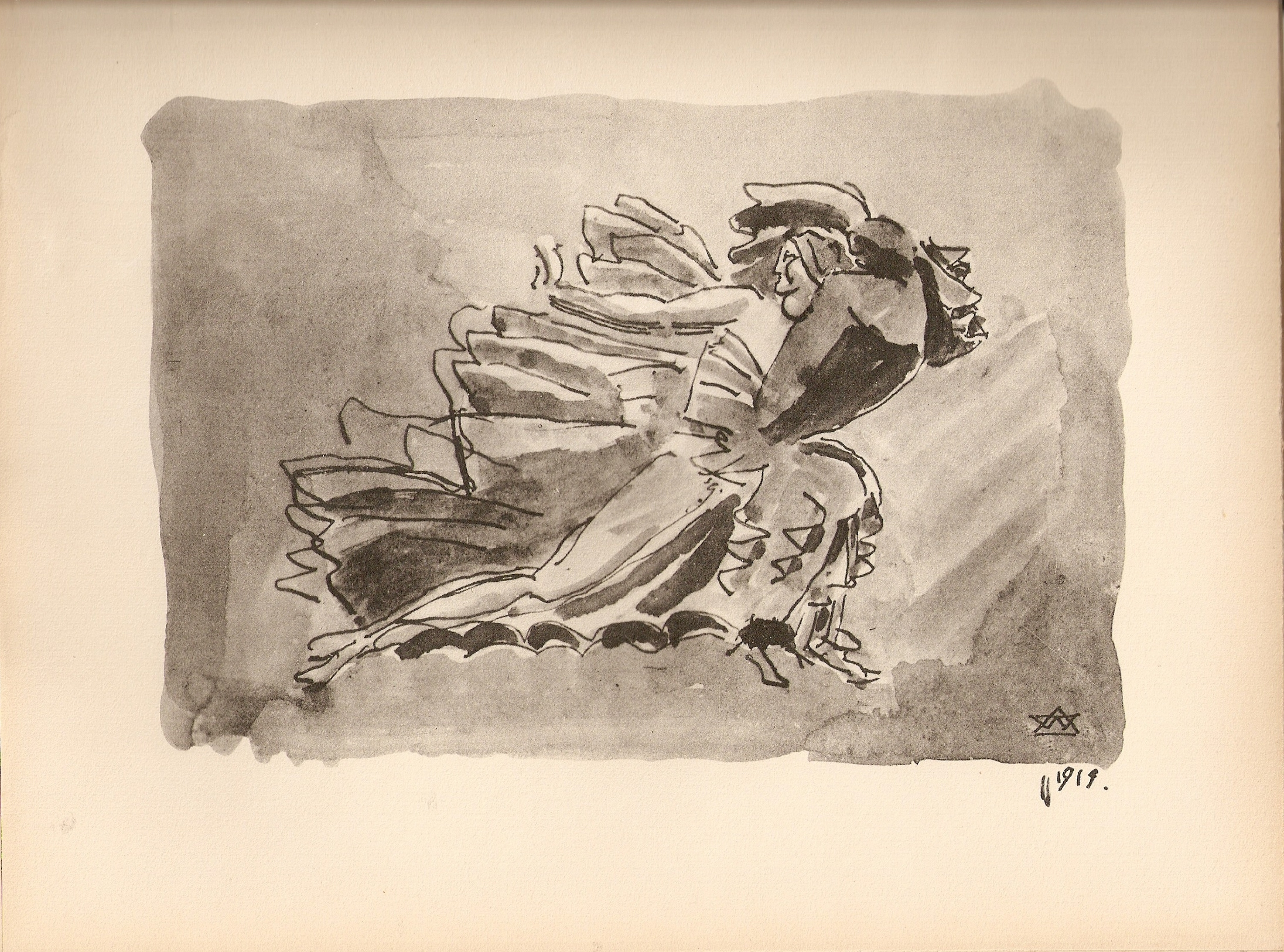
Isadora Duncan, illustration pour Écrits sur la danse (1927).
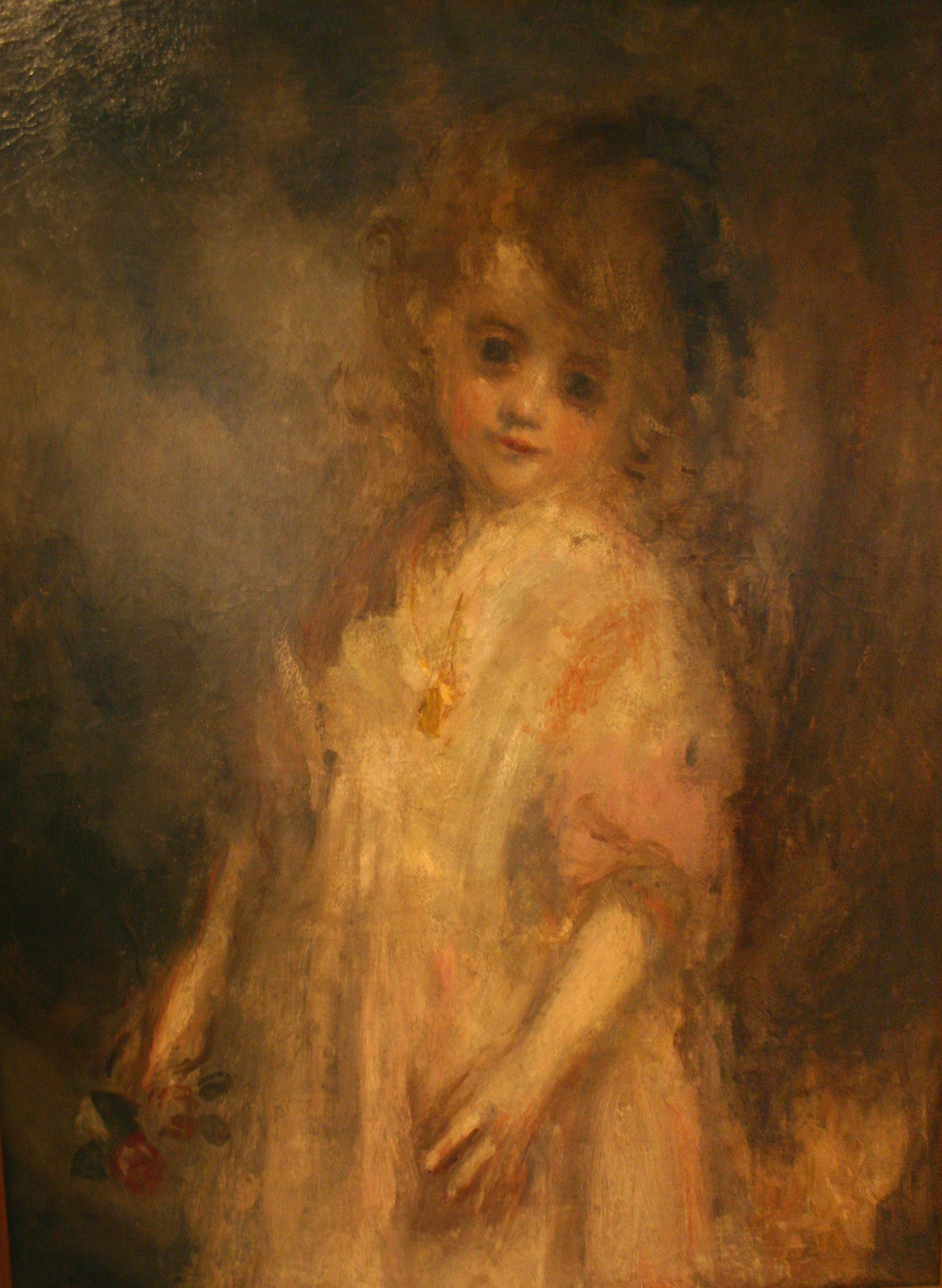
Fillette à la rose, Paris, musée Bourdelle.
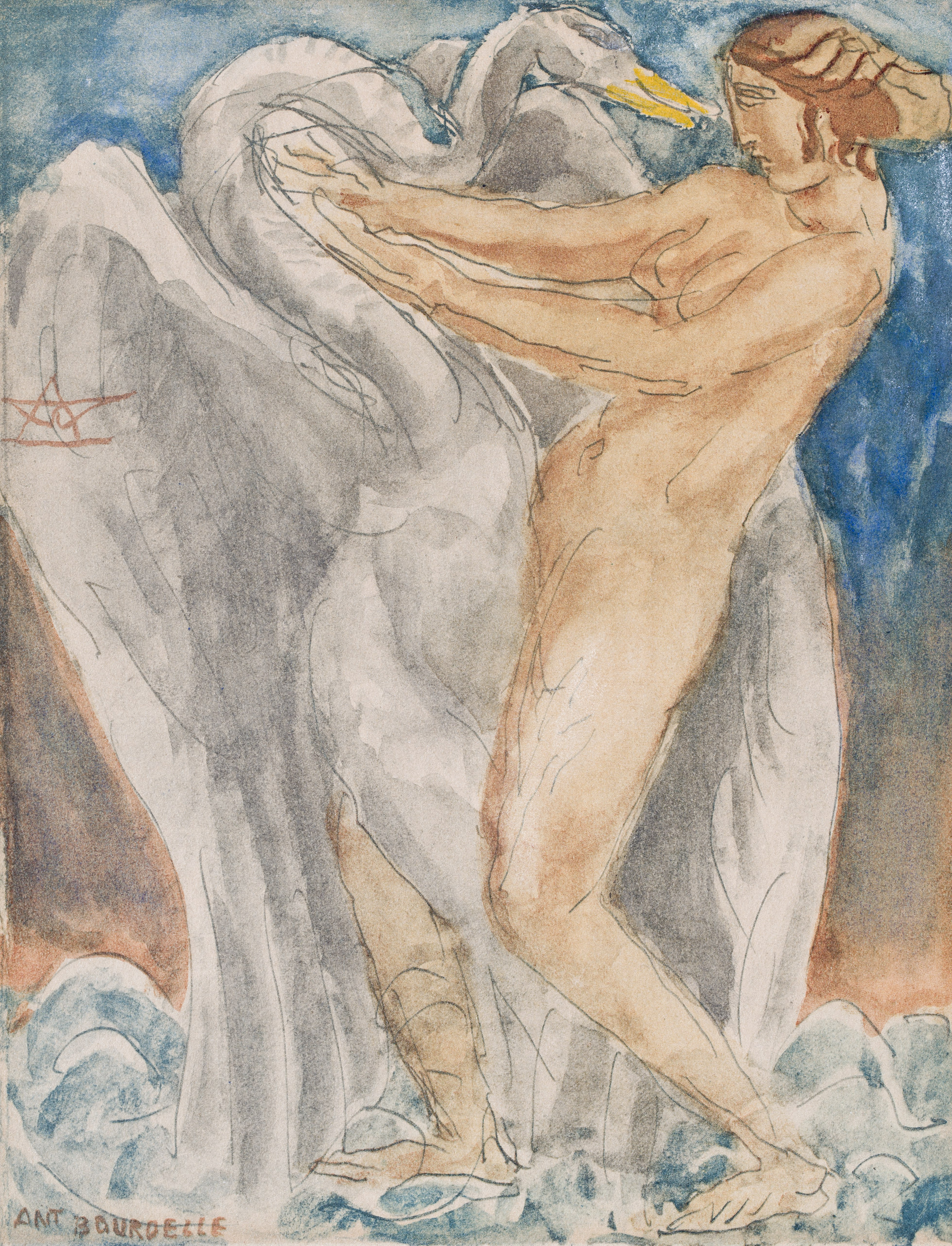
Leda et le cygne, Aquarelle, Mougins, Musée d'Art Classique de Mougins

### Les praticiens
En 1926, Bourdelle est entouré de deux praticiens, les sculpteurs suisses Arnold Geissbuhler (1897-1977) et Otto Bänninger (1897-1973), anciens élèves de l'Académie de la Grande Chaumière et de l'Académie Julian.

### Les fondeurs
Antoine Bourdelle travailla avec de nombreux fondeurs, en privilégiant son ami Eugène Rudier, la fonderie Susse, ainsi que la fonderie Valsuani.
Il demande à Louis Duhec, mouleur, sculpteur et meilleur ouvrier de France, titulaire des Palmes académiques, de reproduire certaines de ses œuvres, comme La Jeanne d'Arc à l'étendard, à Barentin.

## Enseignement

### L'Institut Rodin
L'Institut Rodin est fondé en janvier 1900 à Montparnasse. Les cours devaient être assurés par Auguste Rodin lui-même, mais aussi par Antoine Bourdelle et Jules Desbois. Malgré son succès, l'entreprise échoue faute d'une bonne gestion et des absences de Rodin. Cette expérience permet à Bourdelle de découvrir sa vocation d'enseignant.

### L'Académie de la Grande Chaumière (1909-1929)
À partir de 1909, Antoine Bourdelle enseigne à l'Académie de la Grande Chaumière à Montparnasse, une école d'art située au 14, rue de la Grande-Chaumière à Paris, fondée en 1902 par la Suissesse Martha Stettler (1870-1946). Cette école a surtout été fameuse au début du XXe siècle.
Bourdelle y accueille de nombreux élèves qui seront, pour certains, tels Alberto Giacometti, Henri Matisse, Aristide Maillol, René Iché et Germaine Richier, des artistes majeurs de leur génération, ainsi que Jean Toth, le « virtuose du mouvement ». Son influence dans le domaine de la sculpture en fut renforcée et Bourdelle sera bientôt considéré comme l'incarnation d'une césure esthétique, alternative fondamentale à la politique de tabula rasa des avant-gardes. Célébré de par le monde, il est plébiscité par ses contemporains, tels Anatole France, André Suarès et André Gide, ainsi que par les plus prestigieuses institutions muséales internationales, de Rome à Stockholm en passant par Bucarest ou Bruxelles.
Les séances d'enseignement se divisent en deux temps distincts : les corrections des travaux, puis la lecture et l'étude de leçons préparées. Antoine Bourdelle enseigne à la Grande Chaumière hebdomadairement, accompagné d'un assistant qui retranscrit l'enseignement du maître. Selon Bourdelle, l'apprentissage artistique exige le contact avec des œuvres, ainsi Bourdelle organise en mai 1910 une visite de la cathédrale de Reims. Ce séjour nourrit par la suite plusieurs leçons de Bourdelle. Le musée du Louvre, le Salon des Tuileries ou le musée de sculpture comparée font partie des visites récurrentes de Bourdelle et de ses élèves. Ces visites collectives différencient l'enseignement de Bourdelle par rapport à ses confrères.

#### Liste d'élèves
| Nom de l'élève                                      | Nationalité       | Art Pratiqué                       | Observations |
| --------------------------------------------------- | ----------------- | ---------------------------------- | --- |
| Athanase Apartis (1899-1972)                        | Grèce             | Sculpteur                          | Il fut le maître de Philolaos Tloupas. |
| Edwin Bucher (1879-1968)                            | Suisse            | Sculpteur                          | |
| Margaret Butler (1890-1947)                         | Nouvelle-Zélande  | Sculptrice                         | . |
| Madeleine Charnaux (1902-1943)                      | France            | Aviatrice                          | Elle a posé pour des œuvres de Bourdelle. Se tournant vers l'aviation et le collaborationnisme, elle n'a pas poursuivi de carrière artistique.                                                 |
| Margaret Cossaceanu (1893-1980)                     | Roumanie /France  | Sculptrice                         | Épouse du médailleur français André Lavrillier, lauréat du prix de Rome en 1914. |
| Céline Emilian (1898-1983)                          | Roumanie / France | Sculptrice                         | . |
| Germaine Desgranges (1892-1994)                     | France            | Sculptrice                         | Fille du peintre Félix Desgranges, épouse du sculpteur Philippe Besnard. |
| Pablo Curatella Manes (1891-1962)                   | Argentine         | Sculpteur                          | |
| Alberto Giacometti (1901-1966)                      | Suisse            | Sculpteur et peintre               | |
| Angela Gregory (1903-1990)                          | États-Unis        | Sculptrice                         | |
| Paul Guéry (1898-1977)                              | France            | Sculpteur                          | Sculpteur ayant essentiellement œuvré dans le département de l'Hérault (France). |
| Otto Gutfreund (1889-1927)                          | Tchécoslovaquie   | Sculpteur                          | Représentant important du cubisme tchécoslovaque, l'un des rares à avoir atteint une réputation internationale.                                                                                |
| Bror Hjorth (1894-1968)                             | Suède             | Sculpteur                          | |
| René Iché (1897-1954)                               | France            | Sculpteur                          | |
| Raoul Josset (1899-1957)                            | France            | Sculpteur                          | Il travaille aux États-Unis à partir de 1933. |
| Émile Lahner (1893-1980)                            | Hongrie           | Peintre et sculpteur               | |
| Étienne Hajdu (1907-1996)                           | France            | Sculpteur                          | Membre de l'École de Paris. |
| Aristide Maillol (1861-1944)                        | France            | Peintre puis sculpteur             | |
| Henri Matisse (1969-1954)                           | France            | Peintre, dessinateur et sculpteur  | Il fut le chef de file du fauvisme. |
| Vadim Meller (1884-1962)                            | Russie            | Peintre, scénographe et architecte | |
| Olga Niewska (1898-1943)                            | Pologne           | Sculptrice                         | |
| Bencho Obreshkov (1899-1970)                        | Bulgarie          | Peintre                            | |
| Constantin Papachristopoulos, dit Costi (1906-2004) | Grèce             | Sculpteur                          | Un musée Costi est ouvert à Bergerac. |
| Mary Piriou (1881-1956)                             | France            | Peintre et graveuse                | |
| Germaine Richier (1902-1959)                        | France            | Sculptrice                         | Artiste majeure de l'après-guerre en France. |
| Josefina de Vasconcellos (1904-2005)                | Royaume-Uni       | Sculptrice                         | |
| Maria Helena Vieira da Silva (1908-1992)            | Portugal          | Artiste peintre                    | Vieira da Silva exerça l'essentiel de sa carrière en France. Elle a reçu le grand prix national des arts du Gouvernement français en 1966, elle fut la première femme à être ainsi distinguée. |
| Helen Wilson                                        | États-Unis        |                                    | |
| Teodors Zaļkalns (1876-1972)                        | Lettonie          | Sculpteur                          | |

Source

## Collections publiques
- À Paris, le musée Bourdelle se situe au 16, rue Antoine-Bourdelle dans le 15e arrondissement, dans les anciens ateliers qu'il occupa de 1884 à 1929. Ce musée a été inauguré en 1949 et agrandi une première fois en 1961, à l'occasion du centenaire de sa naissance, avec la construction du grand hall (1959-1961). Puis une nouvelle aile du musée, construite par l'architecte Christian de Portzamparc entre 1989 et 1992, a été inaugurée le 21 octobre 1992[43]. Le musée Bourdelle a mis de nombreuses œuvres en dépôt à la Fondation de Coubertin, à Saint-Rémy-lès-Chevreuse (Yvelines).
- À Montauban, la ville expose une partie des œuvres de l'artiste, environ 70 sculptures, dans plusieurs salles du musée Ingres-Bourdelle.
- Le musée Toulouse-Lautrec d'Albi abrite un important fonds d'œuvres de Bourdelle.
- À Égreville (Seine-et-Marne), un musée de plein air, le jardin-musée Bourdelle d'Égreville, consacré à Antoine Bourdelle, présente un ensemble de 56 sculptures. C'est une réplique en plein air du musée installé dans son ancien atelier parisien, dans laquelle les bronzes originaux s'intègrent aux parterres dessinés dans l'esprit des broderies des jardins à la française[44].
- À Yongin (Corée du Sud), le musée d'art Ho-Am a consacré son jardin aux sculptures de cet artiste.
- [La Victoire blessée, la Paix s’éveille sur le monde ], vers 1925, encre, plume, aquarelle et gouache sur papier, 22 x 33 cm, musée des Beaux-Arts d’Orléans[45].

## Publications
- François Roussel-Despierres, L'Enchantement de la Mer, Paris, Librairie de France, 1923 illustrations de Antoine Bourdelle.
- Gustave Flaubert, "Trois contes" avec "La légende de Saint Julien L'hospitallier", illustrations d'Antoine Bourdelle, Paris, Édition du Centenaire, Librairie de France, 1929.
- La Sculpture de Rodin, avec vingt-deux compositions d'Antoine Bourdelle, dont dix-neuf inédites, et précédé de Quatre pages de journal, par Claude Aveline, Paris, Émile-Paul, 1937, 238 p. Réédition : La Sculpture et Rodin, précédé de Quatre pages de journal et un avant-propos de Claude Aveline, Paris, Arted, 1978, 208 p.  (ISBN 2-85067-051-0).
- L'Atelier perpétuel : Proses & Poésies, Paris, Éditions des Cendres/Paris-Musées, 2009, 28 ill. en couleur + 280 (ISBN 978-2-7596-0073-1, BNF 41463547)Édition établie par Marc Kopylov et Colin Lemoine.
- Cours et leçons à l'Académie de la Grande Chaumière, t. 1 : Cours, Paris, Éditions des Cendres/Paris-Musées, 2008, 336 p. (ISBN 978-2-7596-0034-2, BNF 41240848)Édition établie par Laure Dalon.
- Cours et leçons à l'Académie de la Grande Chaumière, t. 2 : Leçons, Paris, Éditions des Cendres/Paris-Musées, 2008, 408 p. (ISBN 978-2-7596-0035-9, BNF 41240851)Édition établie par Laure Dalon.
- Écrits sur l'art et sur la vie, Paris, ARTED, Éditions d'Art, 1981, 125 p.  (ISBN 2-85067-041-3).

## Hommages et postérité
- À Montauban, le lycée Antoine-Bourdelle porte son nom en son honneur.
- À Toulouse, une rue lui est dédiée.
- À Paris, la rue Antoine-Bourdelle lui est consacrée.
- À Égreville, le musée Antoine Bourdelle lui est dédié.
- En 1959, le prix Bourdelle est fondé, il récompense un artiste tous les deux ans.

## Iconographie
- Achille Laugé, Portrait d'Antoine Bourdelle, dessin, Montauban, musée Ingres.
- Otto Bänninger, Buste d'Émile Antoine Bourdelle, 1930-1932, plâtre, Paris, musée Bourdelle[46].

#### Bases de données et dictionnaires
- Ressources relatives aux beaux-arts :   - AGORHA
  - Art UK
  - Artists of the World Online
  - Auckland Art Gallery
  - Bénézit
  - Bridgeman Art Library
  - British Museum
  - Delarge
  - Galerie nationale de Finlande
  - Grove Art Online
  - Mapping Sculpture
  - Musée d'art Nelson-Atkins
  - Musée d'Orsay
  - Musée des beaux-arts du Canada
  - Musée national du Victoria
  - Museum of Modern Art
  - MutualArt
  - National Gallery of Art
  - National Portrait Gallery
  - Nationalmuseum
  - RKDartists
  - Tate
  - Union List of Artist Names
- Ressources relatives à la recherche :   - Académie royale de Belgique
  - Isidore
  - Persée
- Ressource relative à la vie publique :   - base Léonore
- Ressource relative à la musique :   - Discogs
- Ressource relative au sport :   - Olympedia
- Notices dans des dictionnaires ou encyclopédies généralistes :   - Britannica
  - Brockhaus
  - Den Store Danske Encyklopædi
  - Deutsche Biographie
  - Enciclopédia Itaú Cultural
  - Gran Enciclopèdia Catalana
  - Hrvatska Enciklopedija
  - Internetowa encyklopedia PWN
  - Nationalencyklopedin
  - Nouveau dictionnaire de biographie alsacienne
  - Proleksis enciklopedija
  - Store norske leksikon
  - Treccani
  - Universalis
  - Visuotinė lietuvių enciklopedija
- Notices d'autorité :   - VIAF
  - ISNI
  - BnF (données)
  - IdRef
  - LCCN
  - GND
  - Italie
  - Japon
  - CiNii
  - Belgique
  - Pays-Bas
  - Pologne
  - Israël
  - NUKAT
  - Catalogne
  - Vatican
  - Australie
  - Norvège